# 東京都交通局10-300形電車
東京都交通局10-300形電車（とうきょうとこうつうきょく10-300がたでんしゃ）は、2005年（平成17年）5月21日より営業運転を開始した、東京都交通局（都営地下鉄）新宿線用の通勤形電車。形式名は、ハイフンを抜かして「いちまんさんびゃくがた」と読む。
本項では、先頭車のみ製造された10-300R形電車（10-300Rがたでんしゃ）についても記述する。国土交通省内における書類上でも同様に10-300形・10-300R形とそれぞれ個別に記されている。

## 概要
新宿線開業時から使用している10-000形は、セミステンレス車両である初期車の登場から25年（試作車では30年）以上が経過し、車体の老朽化が進んでいた。本形式はその置き換え用として、また2005年（平成17年）5月14日に行われたATCと列車無線の更新に対応するために製造された車両で、2005年（平成17年）5月から2006年（平成18年）7月にかけて10-000形セミステンレス車と同数の108両が新製された（1次車）。
日本の通勤形電車として標準的な全長20 m級・片側4扉車体の基本設計は、軽量ステンレス製構体や列車情報管理装置 (TIMS) の採用など、JR東日本E231系電車で採用された設計技術をベースにしており、開発・製造コストの抑制を図っている。新宿線の車両限界に合わせて車体幅が狭いほかは類似した印象の外観を持つが、先頭部はオリジナルのデザインを採用している。本形式は「ライフサイクルコスト低減」と「人と環境にやさしい車両」をコンセプトに設計した。また、車体には基本的にリサイクル可能な材料を採用しているほか、車内ではバリアフリーに配慮した設備を有している。
なお、本形式は編成すべてが新造車の10-300形と、先頭車両のみ新造車で中間車は既存の10-000形である10-300R形の2つに大別される。Rは、改修する（Repair）、改造する（Reconstruction）などの頭文字に由来する。
製造メーカーは大部分が東急車輛製造・総合車両製作所横浜事業所だが、2006年（平成18年）製造の中間車18両と2010年（平成22年）製造の2両は新津車両製作所で製造された。
本項では、東京都交通局が監修した資料（交友社「鉄道ファン」2006年1月号・2009年3月号）に基づき、編成表記は本八幡方先頭車の表記を、編成番号は第31編成から記載する。
2013年（平成25年）度から増備されている3次車以降についてはE233系2000番台がベースとなり、仕様が大きく異なることから、本項目では別途記載する。
10-300R形は2015年（平成27年）より廃車が開始され、2017年（平成29年）2月14日をもって営業運転を終了した（後述）。

## 形式別解説

### 10-300形
第37 - 48編成（編成表記は10-370F - 10-480F）の8両編成12本（96両）が製造され、8両すべてが新造車両で構成される。車体の帯は新宿線のラインカラーであるリーフグリーン（黄緑色）の太帯を基本として、ダークブルー（紺色）の細帯の2色が配される。
最初の第37編成は2004年（平成16年）11月に搬入されたが、従来のATC方式では誘導障害の関係から運転できず、営業運転開始までは終電後に保安装置を切り換えて夜間に性能試験を実施した。その後、2005年（平成17年）5月14日に新宿線がD-ATCに切り換えられ、乗務員訓練後の5月21日から営業運転が開始された。
車体、走行機器をはじめ、機構面ではE231系と同様のものを使用している部分が多い。ただし、勾配の多い地下鉄を走る関係で、電動車 (M) 付随車 (T) の構成（MT比）は8両編成では5M3T、10両編成では6M4Tと電動車の比率が高められている。
制御方式はE231系500・800番台と同等の三菱電機製3レベルIGBT素子によるVVVFインバータ制御を採用した。制御装置外観形状はE231系通勤形が搭載するSC60形タイプと同じである。回生ブレーキのほか、純電気ブレーキ機能も有する。また一定速度以上の走行時にマスコンハンドルを「P4」位置から「P2」位置にすると定速運転となる。主電動機は東洋電機製造製のTIM-10形（出力95kW、端子電圧1,100V、電流68A、定格回転数2,350rpm）で、名称は異なるもののE231系などのMT73形と同一である。
台車もE231系用のDT61・TR246形をベースに開発した軸梁式ボルスタレス台車である。ただし、新宿線の軌間にあわせて1,372mm用としたほか、軸距は10-000形と同じ2,200mmとされている点が異なる。電動車はTS-1029形（交通局形式T-10B形）・付随車と先頭車の連結面寄りはTS-1030形（T-10C形）を使用し、先頭車の前面用には駐車ブレーキを装備したTS-1030A形（T-10D形）が使用される。基礎ブレーキは、電動車が片押し式踏面ブレーキ、付随車が片押し踏面併用のディスクブレーキとしている。また、これらの台車は今後の京王線での高速運転を考慮してヨーダンパが設置可能な構造としている。
補助電源装置は富士電機システムズ製のIGBT素子を使用した静止形インバータ (SIV・三相交流440V出力・容量210kVA) を編成で2台搭載し、電動空気圧縮機 (CP) はクノールブレムゼ社製の都営地下鉄では初めてのスクリュー式を採用し、編成で2台搭載する。蓄電池は両先頭車に搭載する。パンタグラフは都営地下鉄で初めてシングルアーム形を採用し、末尾1と7の車両に2台、末尾5の車両に1台搭載した（10両編成では末尾1と5と7の車両に2台）。パンタグラフはE231系で使用されているPS33B形に似た形状であるが、バネカバーやイコライザー取り付け枠の形状などが異なる。
E231系と同様にTIMS を搭載している。これにより各機器のインタフェースを行うことで車両間配線や艤装の簡略化、車両の軽量化を図っている。乗務員支援機能としては出庫点検機能の自動化、また月検査の各試験項目をTIMSによる自動点検機能を設けている。
運転台にはTIMSモニタ表示器を設置するが、JR車と異なり京王線で使用するTNS装置モニタ表示器も搭載しており、ATC導入前は前後駅の発着時刻はTIMSモニタ画面ではなく隣接のTNS装置モニタ画面に表示されていた。（その後、ATC化に伴い使用停止となった。）画面上での号車番号は車両番号の一の位の数字と一致しており、将来の10両化を見据えて3番目と4番目が欠けた状態になっていた。（一部編成では埋められた。）
ただし、現在のTNS装置モニタ画面は京王ATC表示灯の設置改造で移設されている（後述）。また、10-370F以外のTNS装置モニタ画面はモノクロタイプであるが、これは廃車になった10-000形の初期編成から京王形ATS等とともに転用されたためである。
前面・側面にはLED式の種別行先表示器を設置している。書体は前面の運行番号表示器も含めてゴシック体である。側面の行先表示器は70km/hを超えると自動的に消灯する。
自動放送音声搭載され、車外放送用に乗車促進チャイムを搭載する。登場当初は電子音のベルだったが、その後チャイムに変更された。ドアチャイム付きの車内案内表示器は各ドア上に設置されている。ドアエンジンにはE231系と同タイプの電気式のスクリュー軸駆動式を採用している。
車椅子スペースは先頭車両と同車両から2両目（車両末尾-0,1,8,9）に設置されており、編成では4か所となる。車両間の貫通扉は都営地下鉄では初めて傾斜式戸閉機構とされた。

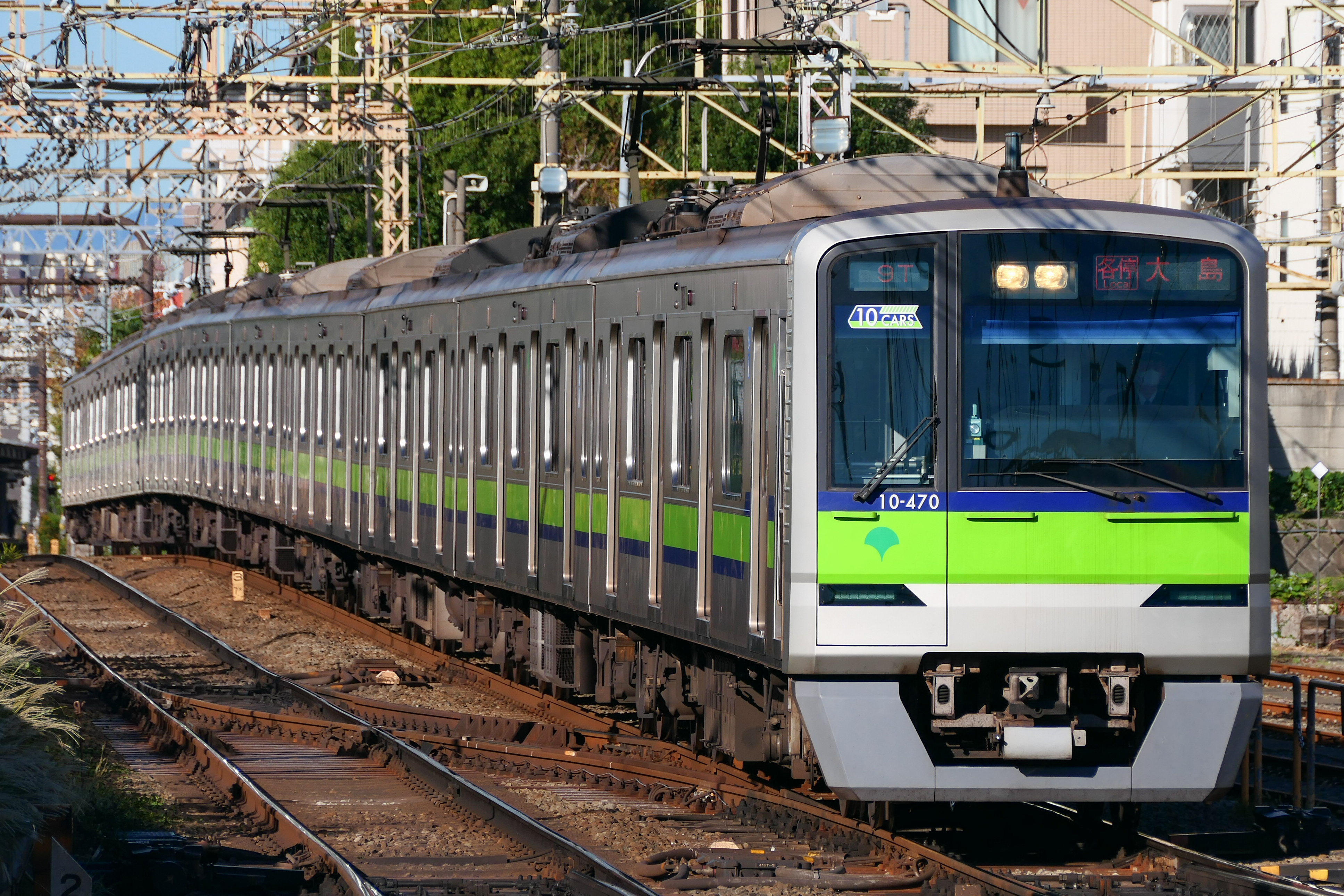
10-300形1・2次車 （2023年11月14日 桜上水駅）
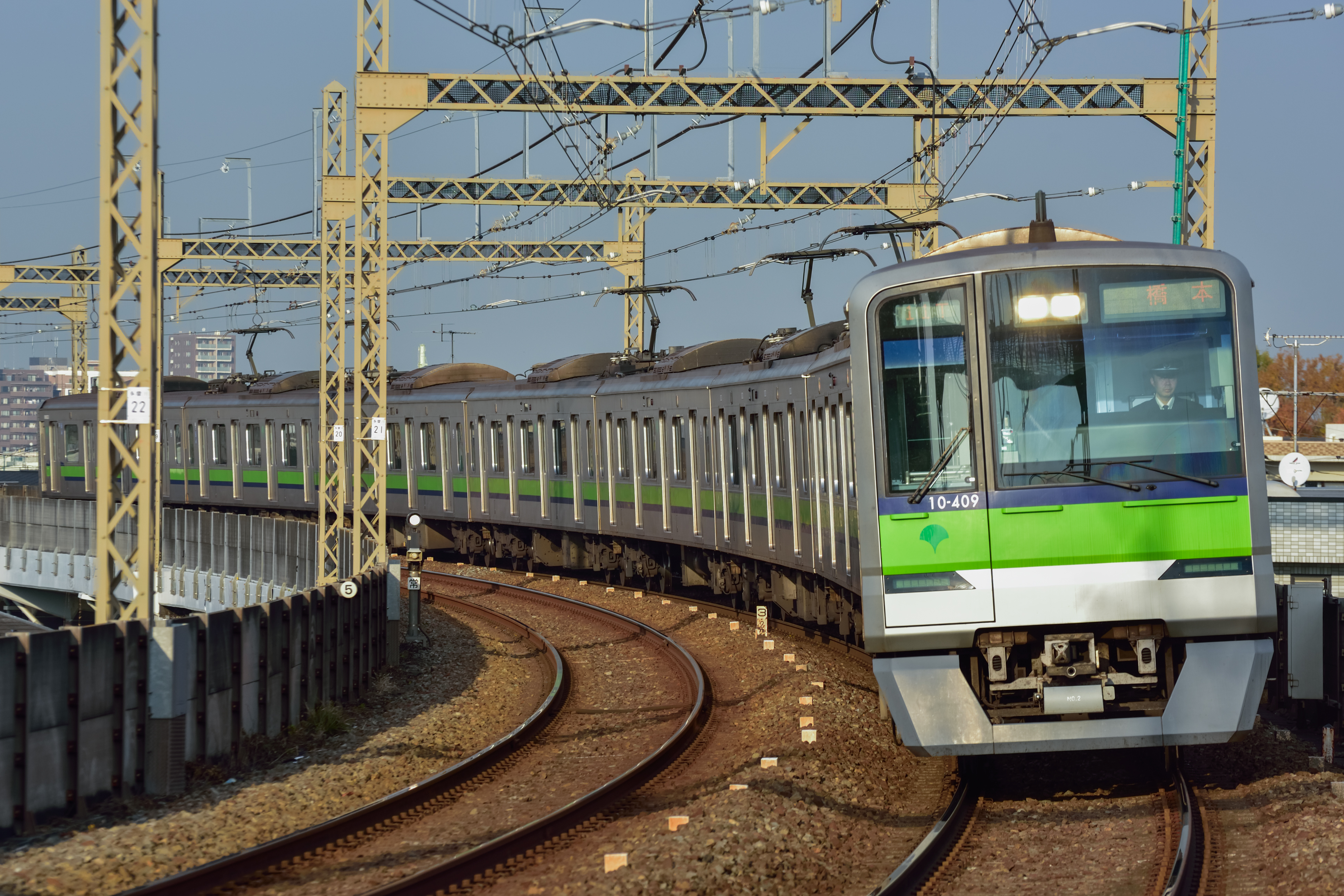
京王相模原線に乗り入れる10-300形 （2016年12月1日 京王稲田堤駅）
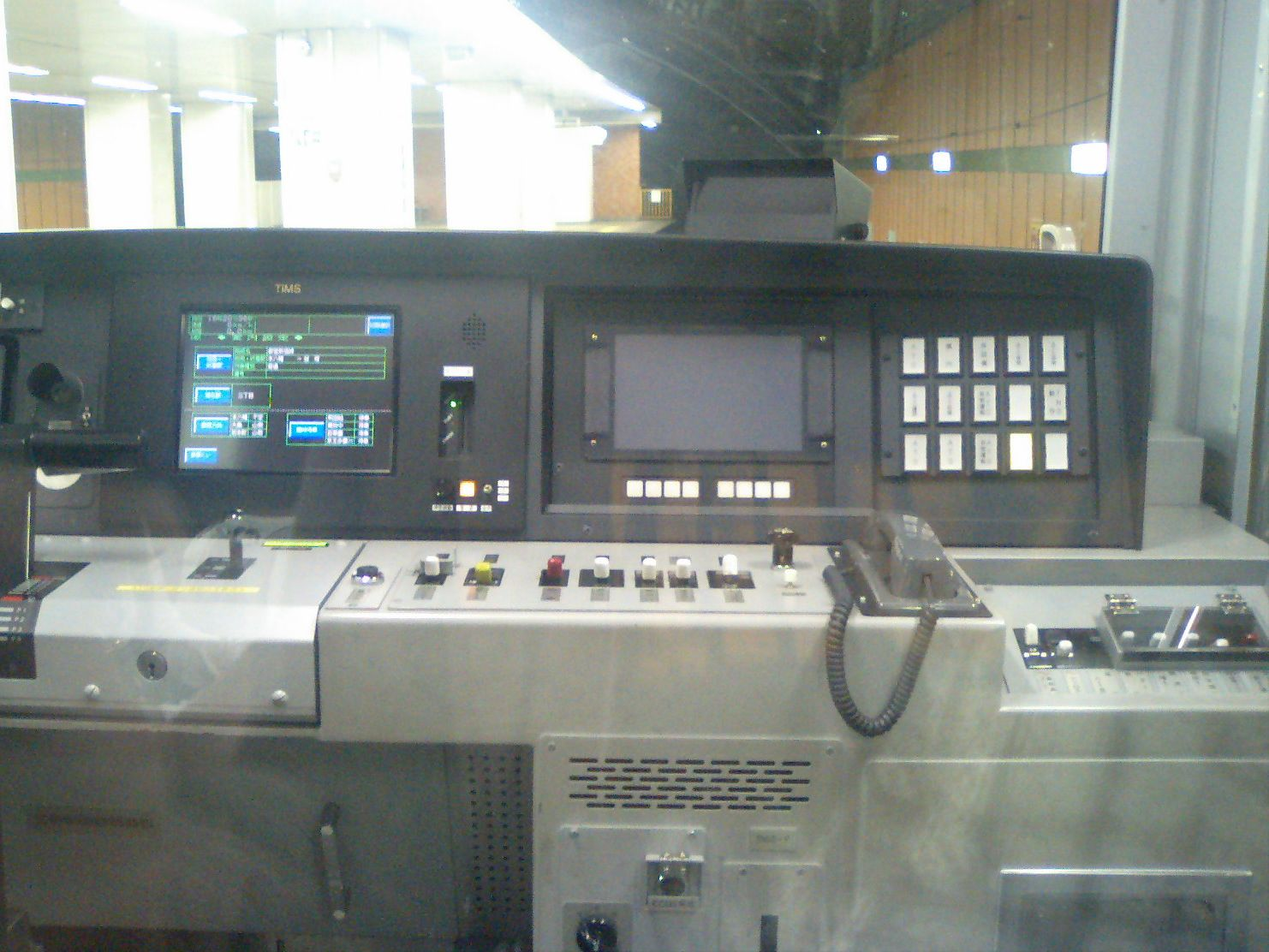
京王ATC導入前の10-300形運転台（2006年）。左がTIMSモニタで、表示が消えている右のモニタがTNS装置のモニタ。

### 10-300R形
導入コストの低減および経年の浅い中間車の有効活用のため、東京都交通局は第31 - 36編成については当初6両だった10-000形第01 - 18編成の8両化の際に増備された1986年（昭和61年）製の14両および1988年（昭和63年）製の22両のオールステンレス車（すべて中間電動車）を更新改造し、先頭車のみ保安装置の更新のため交換するという手法を採用した。10-300R形とはその先頭車12両（車両番号は10-310 - 10-360と10-319 - 10-369）のことを指す。
なお、本形式と同様に、同一編成内に新造車と従来車が連結されている地下鉄車両としては名古屋市交通局3050形電車（3159編成。2019年に廃車）がある。
基本的な車体構造は10-300形先頭車とほぼ同じである。台車は10-300形と同様の軸梁式ボルスタレス台車で、先頭部は駐車ブレーキ付きのTS-1030形（T-10C形）、連結面は異なるTS-1030B形（T-10E形）を使用している。
10-300形との最大の違いは、10-000形と編成を組成するため、内部のメカニズムを10-000形7・8次車（10-250F - 10-280F）と同様としたことである。そのため、行先表示・運行番号設定器や空気式のドアエンジン、ドアチャイム、車内案内表示器、自動放送機器など従来車と同様の機器を採用して互換性を持たせている。運転室ではスイッチと表示灯が10-300形より多くなっているほか、TIMSモニタ画面は搭載されず、フルカラーTNS装置モニタ画面のみが搭載されている。車椅子スペースも両先頭車のみに設置されている。
ただし、10-000形の低圧補助回路は三相交流200Vであるが、10-300R形の補助回路には三相交流440Vを使用するため、昇圧変圧器を設置している。これにより、10-300形の電気品を使用可能とし、部品の共通化を図っている。

#### 暫定編成
10-300R形は前述通り10-000形のうち経年の低い中間車で構成されるが、この中間車は6両編成の8両化に際して増備されたもので、1編成あたり2両しかなかった。つまり、10-300R形1編成を組むのに10-000形は3編成が必要になる。また10-300形はATC更新までは営業運転に就けないため、編成を組もうとすると編成不足になる。そこで、ATCの更新や10-300形の増備までの間、まず先頭車両のみを新造車両に置き換え、残り6両はそのままとする暫定編成を組んで営業運転に就いていた。この間の暫定編成は以下の通りで、10-300形より一足早い2005年1月20日から営業運転を開始した。
- 10-310F：10-010Fの中間車6両を組み込み
- 10-320F：10-070F（以下、同上）
- 10-330F：10-080F
- 10-340F：10-160F
- 10-350F：10-180F
- 10-360F：10-060F

#### 正規編成化
ATCの更新に伴い10-300形が営業運転に就き、編成に余裕が出たため、暫定編成を解いて前述の通り経年の低い中間車を組み込む正規編成化が行われた。新たに組み込まれた中間車は車体修繕と主制御器の更新修繕、火災対策に対応した改修工事を実施した。これに合わせて車両番号は10-300番台に改番されている。
1. 補助電源装置である静止形インバータ (SIV) の新設[16]（10-3x2･10-3x6・三相交流200V出力・容量210kVA）
2. パンタグラフの1基化 (10-3x5)
3. つり革を先頭車と同一のものに統一
4. 車内案内表示器を千鳥配置で新設
5. 車内スピーカーの更新と車外スピーカーの新設
6. 種別表示器を塞ぎ、行先表示器を種別・行先一体表示のLED式への変更。
7. 車内の化粧板は基本的に交換されていないが、火災対策として床敷物を塩化ビニル材からゴム素材に変更し、また天井の一部については更新した。また、戸当たりゴムが黒に変わっている。

なお、先頭車は側面ラインカラー帯がシール（ドア部分には貼られていない）だが、中間車はビス止めしたプレート（ドア部分にもラインカラーあり）のままになっている。
正規編成化の時期は以下の通り。
- 10-310F：2005年9月
- 10-320F：2005年11月
- 10-330F：2006年3月
- 10-340F：2006年6月
- 10-350F：2006年9月
- 10-360F：2006年12月

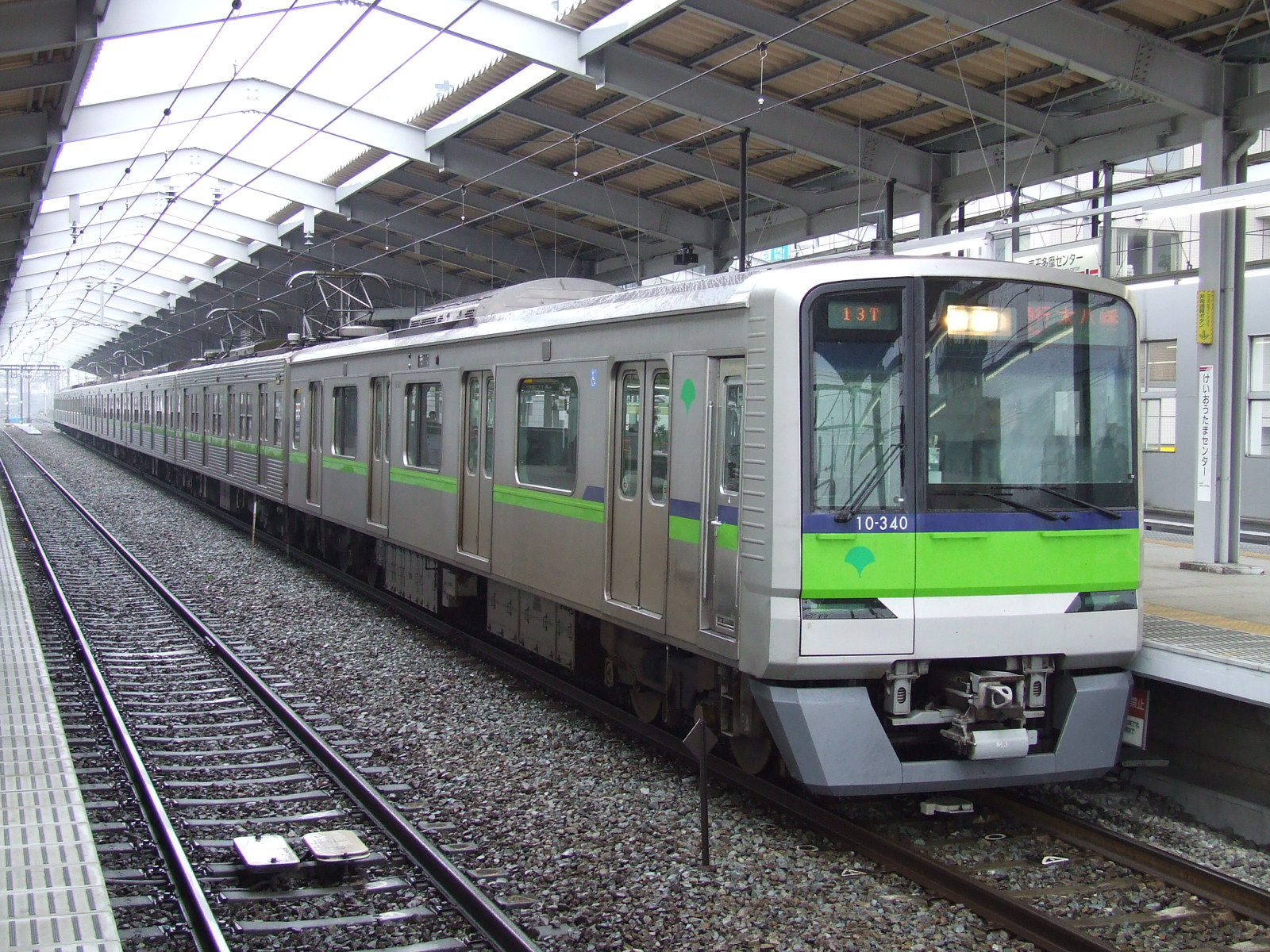
10-300R形 （2006年5月16日 京王多摩センター駅）
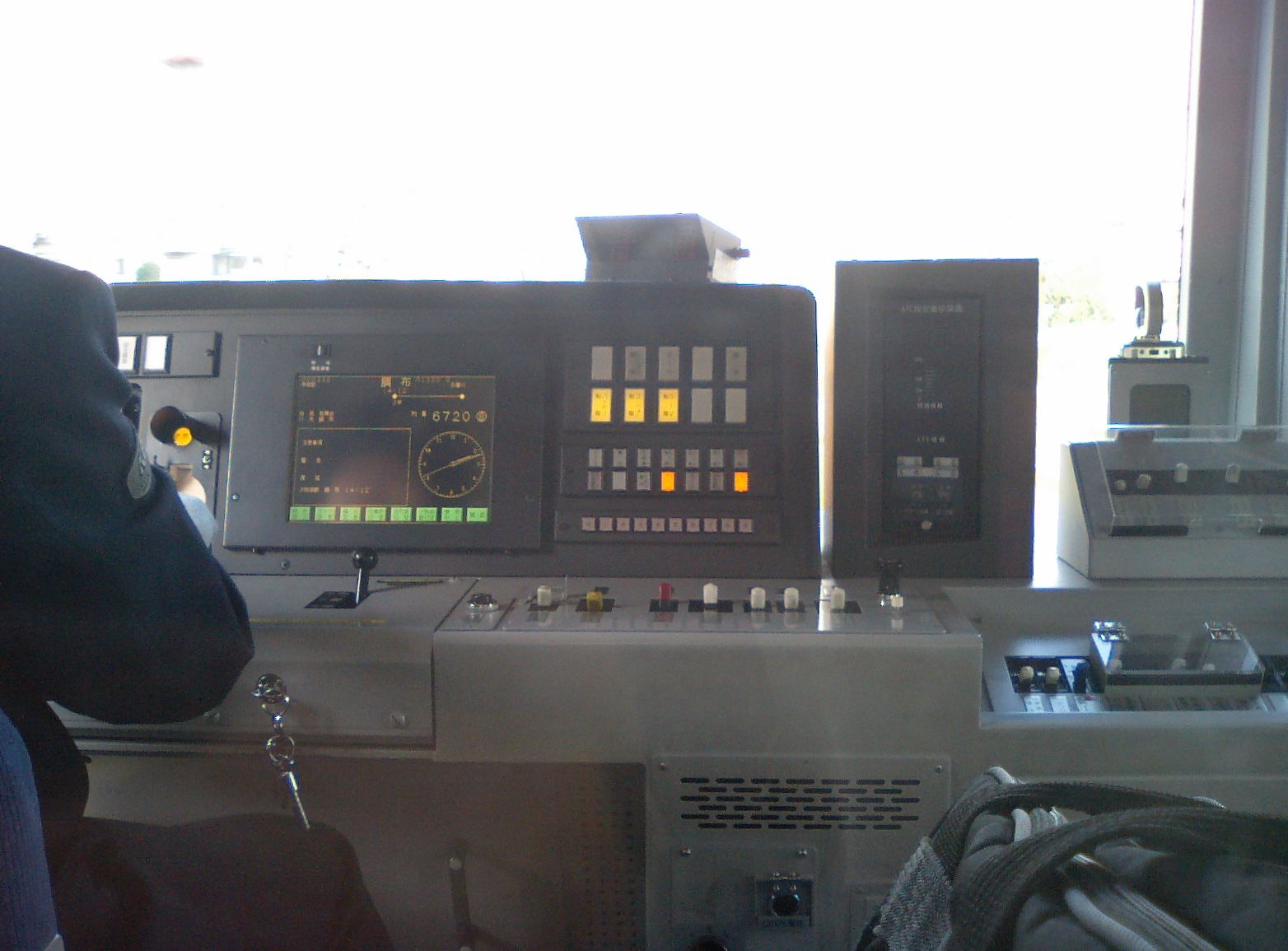
10-300R形運転台。右の縦長の箱はATC進路表示器。
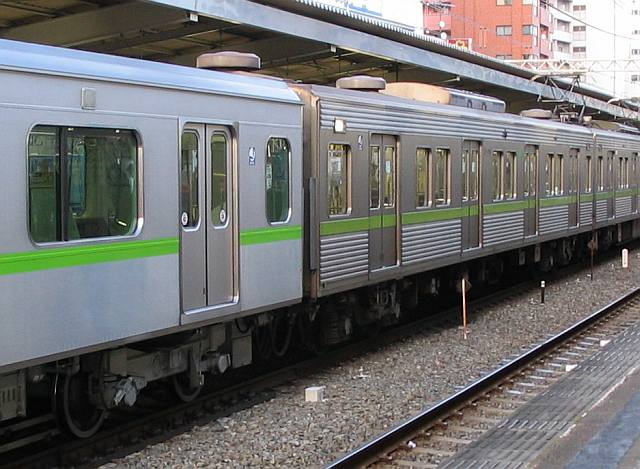
暫定編成時代の10-300R形先頭車と中間車（2005年2月26日 笹塚駅）
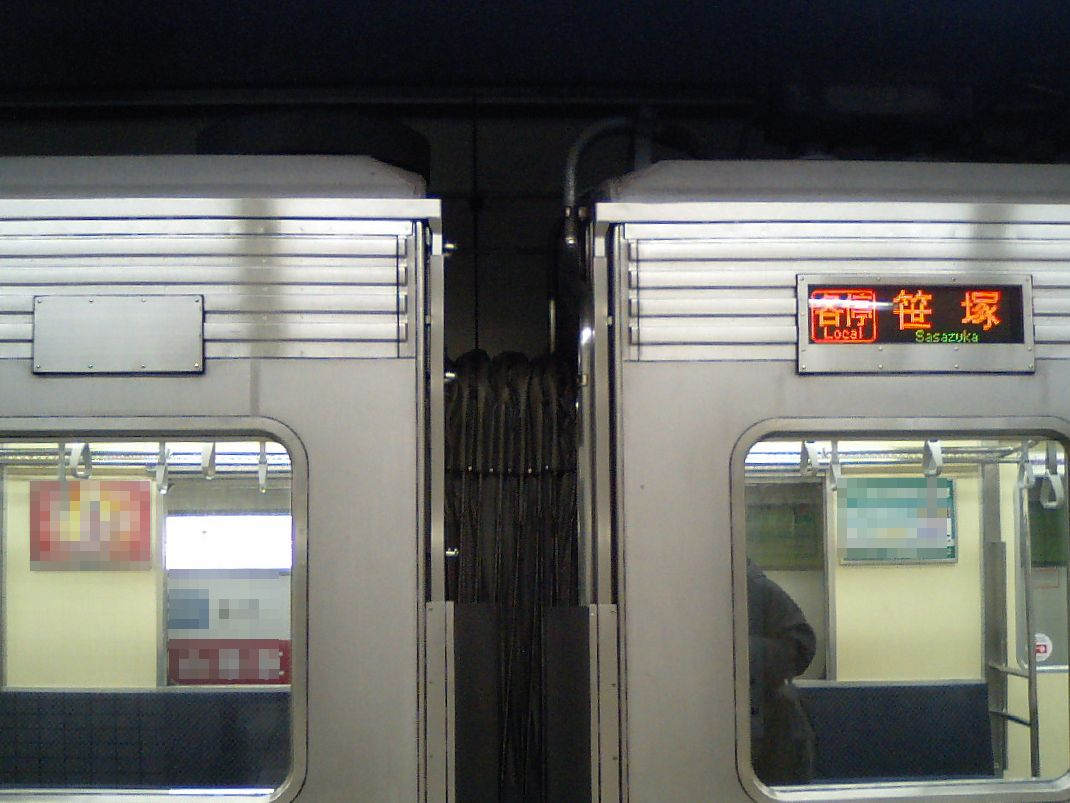
塞がれた種別表示器（左）と、LED化され種別も表示する行先表示器（右）

## 10-300形と10-300R形の共通点・相違点

### 共通点

#### 外観
先頭車の前面はステンレスの骨組構成で、これをFRP成形品で覆う構造である。前面FRP成形品は、シルバー塗装とすることで車体との一体感を持たせているほか、側面にはアクセントとして16本のビード成形ラインを入れた。地下鉄線内における非常口（プラグドア）は車掌台側にオフセットさせ、運転席からの広い視界を確保している。フロントガラスは横方向に大きく曲線をとり、さらに後退角をつけている。ヘッドライトは上部へ2灯まとめ、前面識別帯の下に尾灯と識別灯（急行灯）をスリット状にして配置した。
車体断面は台形形状としており、台枠上部から屋根に向かって内側に傾斜させ、上部にある雨樋を車両限界内に納める構造としている。さらに床面高さは1,130mmと従来車両よりも低くし、車椅子での出入りを考慮して客用ドア下部のクツズリ部にスロープ（傾斜）をつけている。
下部には角ばった形状のスカートがある。連結器は密着式で、電気連結器を設置している。電気連結器は非常時に救援編成を連結した際にブレーキ（常用・非常・保安）と合図ブザーの引き通しを行うためのものである。
側面の客用ドアの間隔は、両先頭車の運転席寄りとその隣が3,500mm、それ以外が3,520mmと、東急5000系5102F以降の編成と同じ構成となった。先頭車の最前部ドアとその次のドアの間の窓はピラーがなく、片側は7人掛け座席、もう片側のこの部分には4人掛け座席と車椅子スペースがある。なお、座席最前部の蛍光灯は短いものとなっている。
冷房装置は、三菱電機製の集中式の能力48.84 kW(42,000kcal/h)を搭載する。装置はE231系近郊タイプや常磐快速線0番台後期車が搭載するAU725A-G3形と同等のものである。

#### 乗務員室

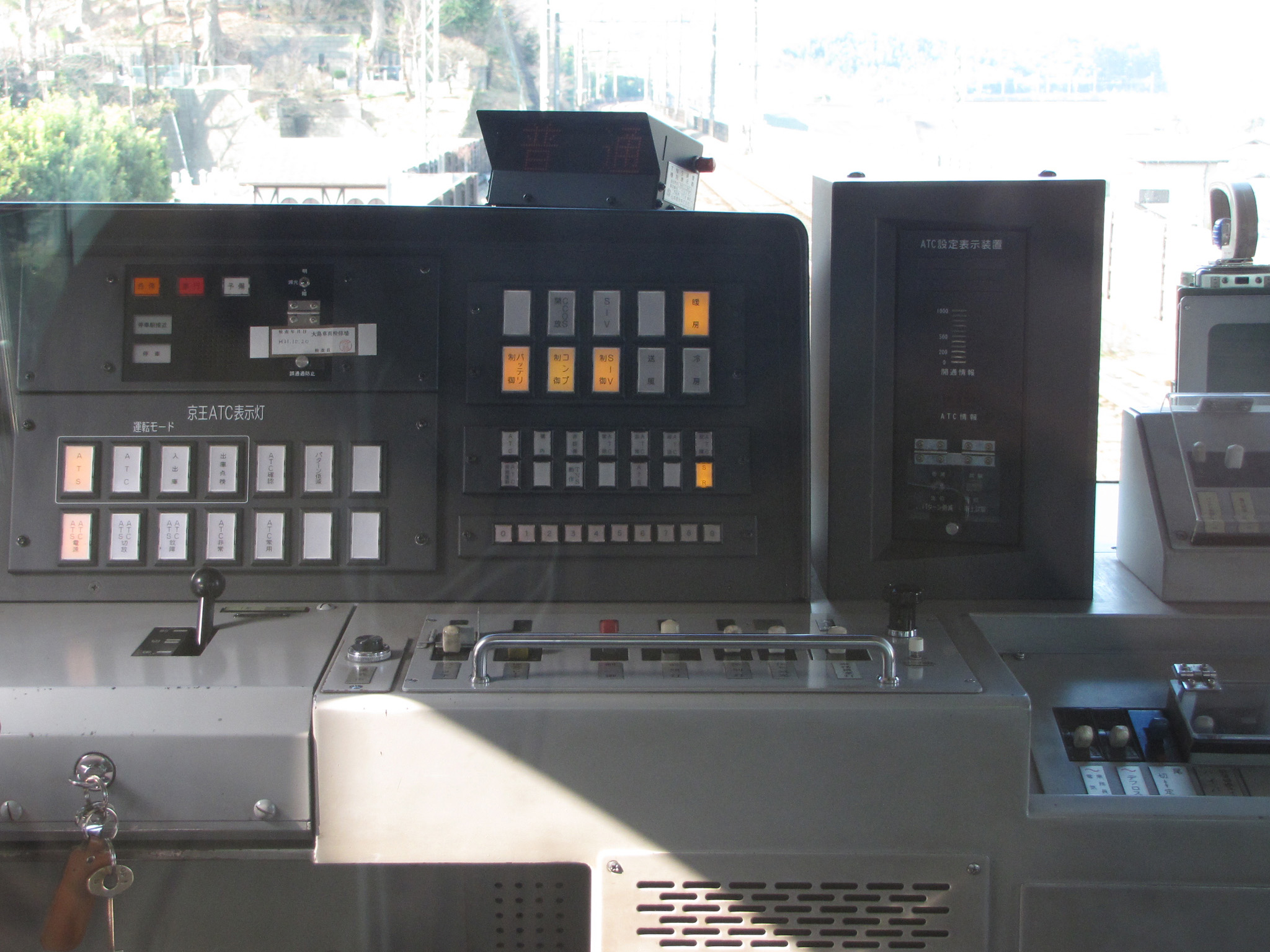
京王形ATC搭載後の10-300R形の運転台。TNSモニタのあった部分に京王ATCの表示板が搭載された。

乗務員室内はライトグレーの色調としている。室内奥行きは1,910mmとやや広めに確保した。運転台は、10-000形や京王電鉄の各系列に合わせて両手で操作するタイプのデッドマン装置付T字型ワンハンドルマスコンを採用した（力行1 - 4・常用ブレーキ1 - 7段・非常）。
正面計器盤は黒に近い灰色、操作卓面は明るい灰色であり、計器盤のメーターや表示灯などの配置もE231系に準じている。速度計は白地で140km/h表示である。左壁には列車無線操作器と電圧計・電流計を設置する。フロントガラスの日除けにはプラ製の遮光パネルを使用している。右端に設置した非常扉前には緊急時の脱出用梯子が設置されている。
京王線のATC化実施に伴い、本形式にも対応改造工事が順次施工されている。ATC車上装置の更新や運転台では京王ATC表示灯類の新設を行い、計器盤に設置されていたTNS装置モニタ画面は運転台背面壁に移設された。
乗務員室と客室の仕切りは、運転台背面は非常救出口、中央に大窓があるが、右端の乗務員室扉の窓は開閉可能な四角い窓であり、またこの部分にも遮光幕が設置されている点はE231系と異なる。

#### 客室内装
内装のカラースキームはグリーンを基調として、「シンプルかつモダン」なイメージと外観デザインとの調和を図っている。内装は基本的にE231系がベースだが、韓国・大邱地下鉄放火事件を踏まえた火災対策の強化とし、E231系ではFRP材を使用していた内装部材（天井冷風用ダクト、側窓キセ、袖仕切板、消火器箱）は、金属製（アルミニウム）とした。
E231系と共通化を図った内装部材は座席、側窓ユニット、客用ドア、荷棚、つり手棒受け（つり手ブラケット）などである。客室化粧板は側・天井などが艶消しのライトグリーン、床敷物は暗い灰色としている。床敷物は火災発生時に有毒ガスが発生しないゴム材を使用しているが、ゴム材自体が滑りにくいため、出入口部の滑り止め加工を省略している。
客用ドアはステンレス無塗装品、ドアガラスの支持は接着式である。ドア上の鴨居点検カバーもグリーンで、車内案内表示器と下に広告枠、左側にドア開放コックが一体になったものである。車内案内表示器はJR東日本E231系と同じ1行タイプのものを採用したが、相鉄10000系（2次車以降）のものと同様にスクロール表示が可能である。京王線内でも次駅停車表示が可能になっている。
座席はすべてロングシートで、表地は模様入り濃緑色の片持式バケットシートを採用している。1人分の掛け幅はいずれも450mm確保されている。座席端部には大形の仕切り板が設置されている。荷棚はステンレスパイプとし、スタンションポールは7人掛け座席部に2本ずつ設置している。なお、優先席部の座席は青色の表地である。
| 形式                  | 先頭車             | 中間車             | 中間車 （車椅子スペース付） |
| --------------------- | ------------------ | ------------------ | --------------------------- |
| 10-300形 （1・2次車） | 136人 （座席45人） | 148人 （座席54人） | 149人 （座席51人）          |
| 10-300R形             | 136人 （座席45人） | 140人 （座席58人） |                             |
| 10-300形 （3次車）    | 132人 （座席45人） | 144人 （座席54人） | 145人 （座席51人）          |

車椅子スペース部には車椅子固定用のロープと手すり、非常通報器がある。この非常通報器は乗務員と相互通話可能なもので、各車2台を設置する。連結面にある貫通扉はステンレス無塗装で、各車片側のみに設置している。コストダウンの観点から妻面窓は廃止している。各車妻面左上には号車札・禁煙札・製造所表記・車両番号表記などをE231系と同じ1枚のシールにまとめたものを貼り付けている。
側窓は先頭車の運転台直後と車端部が固定窓、それ以外のドア間の窓は片側が開閉可能な窓である。ガラスは濃色グリーン色の紫外線 (UV) カット・熱線吸収ガラスを使用しており、カーテンの設置を省略している。
天井中央には補助送風機としてラインデリアが先頭車に5台、中間車に6台設置してあり、この部分のみ整風板がある。また、同じ中央列に車内放送用スピーカーを先頭車に7台、中間車に8台設けている。
つり革は座席前では床面高さ1,610mmを基本としながら、一部は100mm低い1,510mmとした。吊り輪形状は三角形でいずれもカラーは基本的に灰色である。2006年初頭から優先席付近がオレンジ色に交換されている。
車内写真

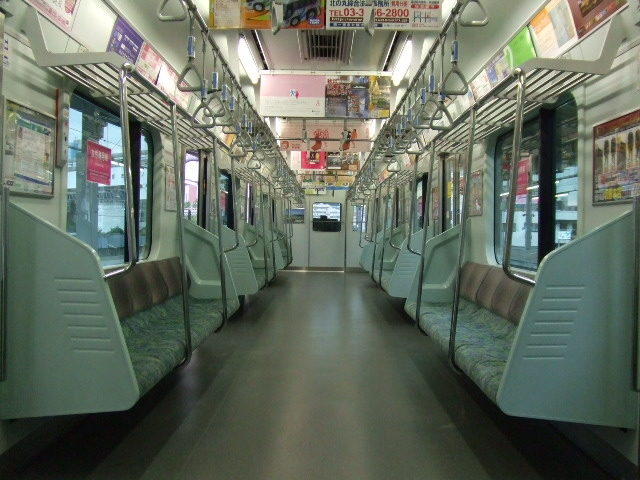
車内
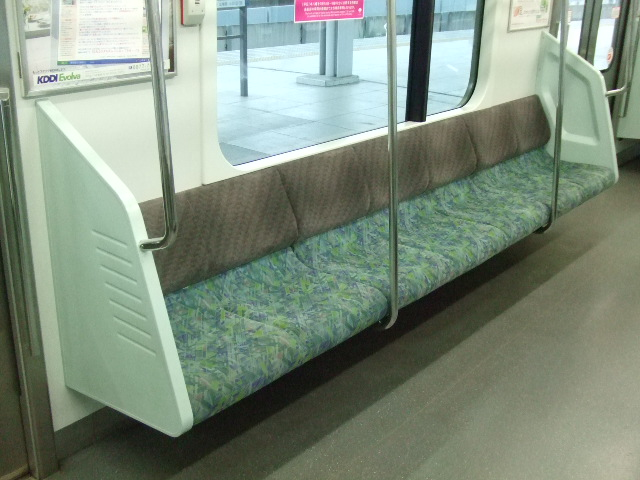
座席（7人がけ）
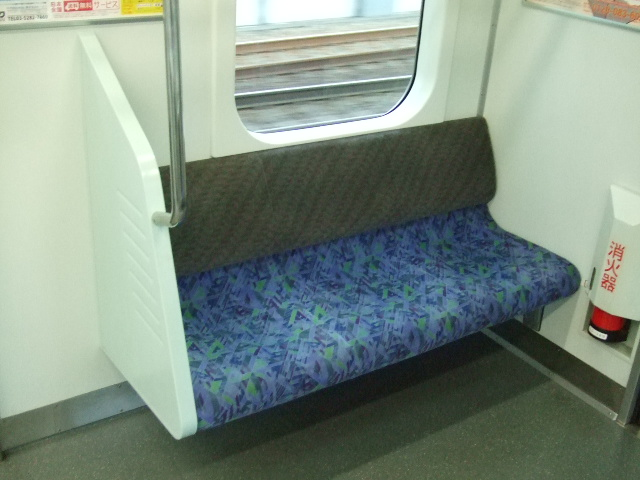
優先席（3人がけ）
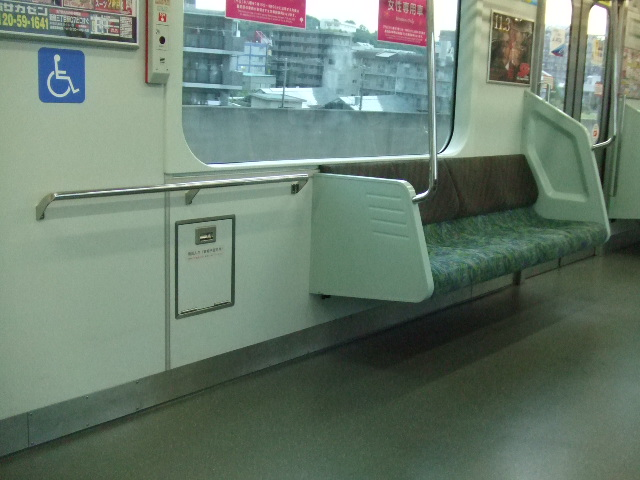
車椅子スペース （先頭車両の端に設置）

2013年（平成25年）1月に、第42編成で車内照明を蛍光灯からLED照明へと取り替えられた。この交換工事に合わせて、座席仕切り板も交換されている。その後、第45編成、第48編成、3次車にも同様の交換工事を実施された。

### 相違点
1. 帯の配色[9]
  - 10-300形：青（運転室付近）の下に太い黄緑、さらに青が下に入る。
  - 10-300R形：青（運転室付近）の下に細い黄緑で（既存車に揃えるため）、乗務員室扉まで帯がかかっている。
2. 走行機器[9]
  - 10-300形：E231系とほぼ同じ。
  - 10-300R形：10-000形と同じ。
3. LED車内案内表示器の仕様と配置[9]
  - 10-300形：E231系と同仕様で、全てのドア上に設置されている。
  - 10-300R形：10-000形と同仕様で、千鳥配置。反対側には扉開閉表示灯が設置されている。
4. ドアエンジン[9]
  - 10-300形：スクリュー軸を利用した安全装置付きの電気式。
  - 10-300R形：空気式だが、先頭車のみ戸閉め弱め機構が付いている。
5. ドアチャイム[9]
  - 10-300形：E231系と同じ。
  - 10-300R形：10-000形と同じ。
6. 運行番号表示器の書体[9]
  - 10-300形：ゴシック体。
  - 10-300R形：明朝体。

### 10両編成化（2次車）
2009年末時点では全編成が8両編成だったが、2010年（平成22年）2月22日に発表された東京都交通局次期経営計画「ステップアップ2010」において、2010年度（平成22年度）に新宿線車両のうち4編成が10両編成化されると記載された。
その後、2010年6月1日より都営新宿線で都営車による10両編成の列車を運転するという発表があり、同日より新造中間車2両（2次車）を組み込んで10両編成となった10-300形が運用を開始した。これは都営新宿線の輸送力増強と混雑緩和を目的としたものである。
当初の10-300形は8両編成（5M3T）で製造されたが、元々10両編成化（6M4T）とすることを想定しており、その際にはM1車（末尾4の車両）とT1車（末尾3の車両）を製造することを計画していた。しかし、実際に10両編成化をするにあたっては1次車の構造上以下の問題点があり、この計画を変更することとなった。
パンタグラフの離線対策
10-300形では車両間をまたぐ「高圧引き通し線」がなく、単独制御のM1車（末尾5の車両）においてはパンタグラフ1台で自車のみに給電をしていた。しかし10両化時には既存のM1 - M2ユニット同様に2台のパンタグラフからの給電が必要とされた（既存のM1 - M2ユニットは主回路ジャンパー線でユニット間を給電）。
このため、新製する電動車には2台のパンタグラフと自車に加えて、単独制御のM1車（末尾5の車両）にも電源を供給できる構造の車両とした。
保守作業時の車両分割
8両編成では保守作業を考慮して8両編成を4両 - 4両間において、容易に分割できる密着連結器構造としている（それ以外は半永久連結器（棒連結器））。
しかし、10両編成の場合には車輪転削時には5両 - 5両に分割することと定期検査入場時には4両 - 2両 - 4両に分割する必要があり、さらに10両編成化にあたり工期の短縮を求められており従来車両の連結器の改造を必要とされていた。
このため、連結器の都合は密着連結器を使用することで5両 - 5両または6両 - 4両に分割することとなった。(6両は棒連結器を4両 - 2両に切り離す)
新製する中間車の仕様
この2つの問題点を解決するために10両編成化は計画を変更して実施された。
- 従来の単独制御のM1車（旧・末尾5の車両）に対して以下の改造を実施した。
  - 車両番号末尾を4に改番
  - パンタグラフと主開閉器（Main Switch）を撤去
  - 新たに製作したM1車（新・末尾5の車両）からジャンパー連結器を経由して制御装置に電源を供給する高圧回路を設置。
- 新たに製作する中間車はT車（末尾3の車両）とM1車（新・末尾5の車両）とされた。
  - T車（末尾3の車両）は既存のT車（末尾6の車両）に相当する付随車である（主要機器非搭載）。
  - M1車（新・末尾5の車両）は自車用の1C4M1群制御のVVVFインバータ装置と離線対策からパンタグラフ2台を搭載している。先述のように隣接する単独制御のM1車（旧・末尾5の車両→4の車両に改番）に高圧回路を供給するジャンパー連結器も装備している。

この10両化用に新製した中間車は、基本的に従来車両とほぼ同一の仕様で製造されている。ただし、ユニバーサルデザインを考慮して車内において以下の点で仕様の見直しが実施されている。
- 座席横袖仕切板を従来車両よりも大形化
- 出入口下部の床敷物を目立つように明確化

ただし、床敷物は本来はアルミ材を敷いた上でゴム製の床敷物を貼り付けるものであるが、本形式のうち8両の現車ではアルミ材が敷かれておらず、鉄道車両の火災対策基準を満たさないことから、国土交通省より改善指示が出された。

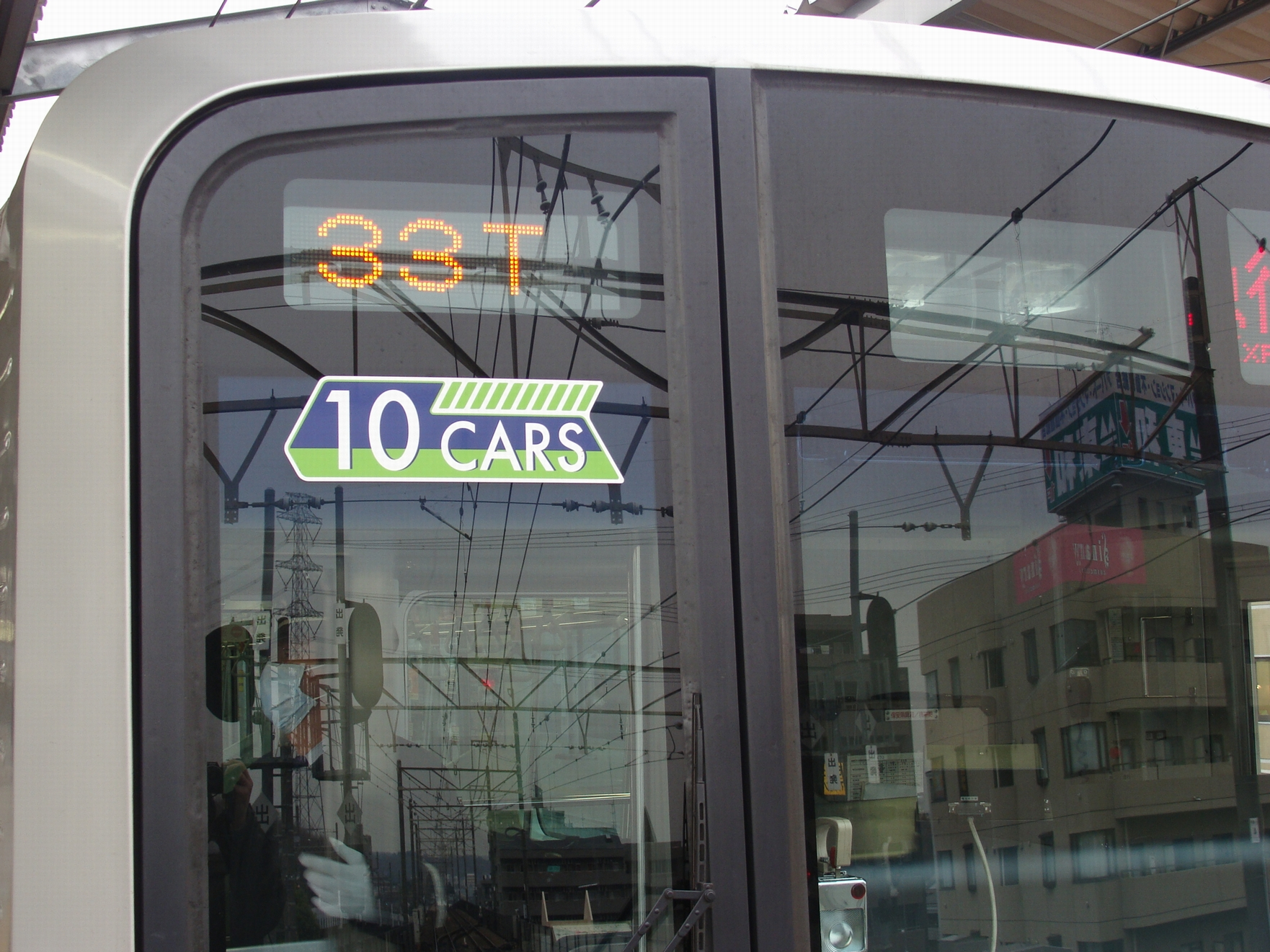
先頭車には10両編成であることを示すステッカーが貼られた。
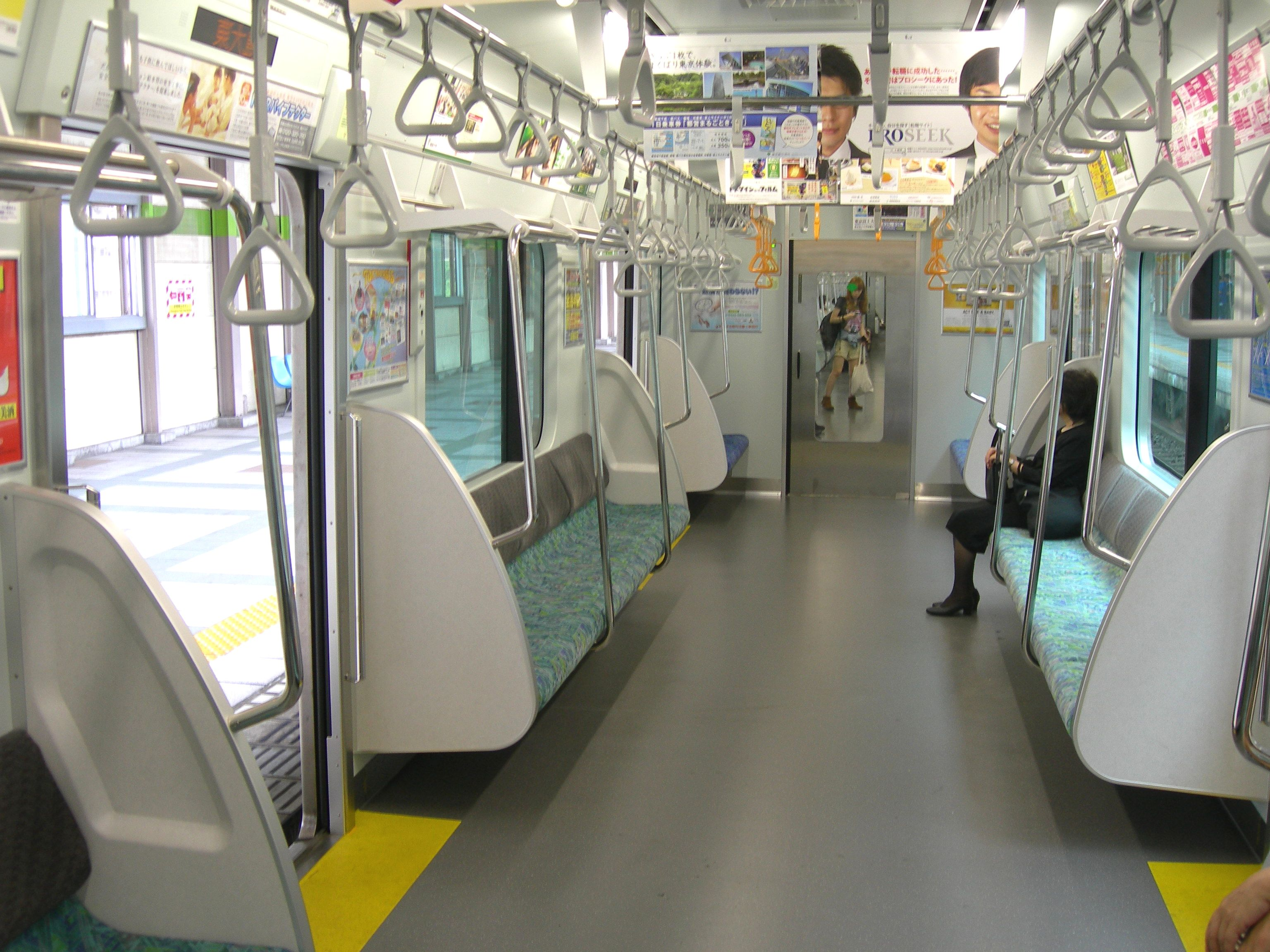
新製された中間車の車内

## 3次車以降

### 3次車

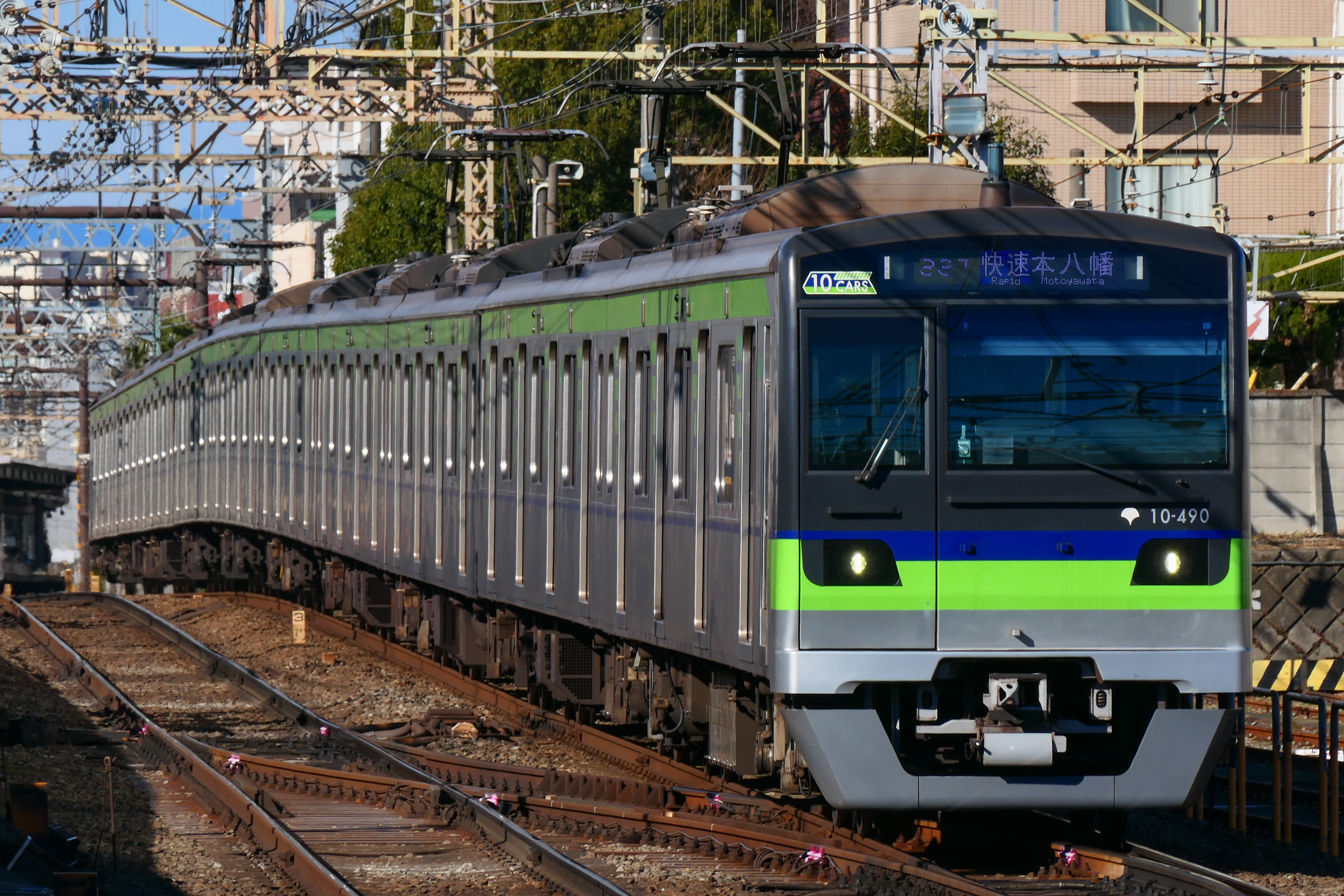
2013年度に増備された第49編成（10-490F）
（2023年1月25日 桜上水駅）

東京都交通局では2010年（平成22年）に策定した「東京都交通局経営計画ステップアップ2010」において、サービス向上を目的として都営新宿線の混雑緩和を行うことを発表した。これを踏まえ、2013年（平成25年）度に在来車両8両編成3本（24両）を10両編成3本（30両）の新型車両に更新することとした。第49編成（10-490F） - 第51編成（10-510F）に当たる車両である。車両価格は3編成で「32億6,400万円」（消費税抜・1編成あたり11億円弱）である。
こうして2013年度に増備された10-300形は3次車にあたるもので、ベースとなる車種をE233系2000番台に変更して製作された。なお、基本的な仕様は先に製造された1次車と機器の互換性が考慮されている。この3次車は2013年9月15日から営業運転を開始している。組成方法はE233系0番台10両貫通編成（グリーン車組み込み準備改造前）や小田急4000形(2代)、相鉄11000系と同一である。
車体構造は、万が一の側面衝突事故発生時の安全性向上を目的として、車体強度の向上が図られている。外観デザインは 新車であることが明確に分かるデザイン、側面は今後導入が考えられるホームドアを設置した場合を考慮して車両上部を強調できるものとした。
前面形状は全体的にブラック仕上げとなり、前照灯は上部に2灯まとめた配置から、下部に1灯ずつの配置へ変更している。側面のラインカラー帯は、側窓上部に黄緑色の太いラインを配置し、側窓下部には紺色の細いラインを配置している。合わせて戸袋部にはスピード感を表す斜めのラインが入れられている。車体外板仕上げは1・2次車では一部光沢外板としていたが、3次車では汚損防止策として全面的に光沢外板（ベルトグラインド仕上げ）を採用した。車外の種別・行先表示器はフルカラーLED方式を採用している。
車内はバリアフリー化とユニバーサルデザインの向上を図った。内装は白色の化粧板ベースとして、室内の明るさを強調したものとした。座席端袖仕切板は乗客への安全性を考慮して、2010年に増備した10両編成化用中間車と同等のものとしている。座席表地は、座面は一般席を緑色系、優先席は青色系としたことは1・2次車と同様であるが、3次車では背ずり（背もたれ）は紅葉や木々をイメージした黄色系を採用しており、袖仕切板の柔らかな木目調と合わせて心休まる空間を演出している。また、座面は座り心地向上のため、弾力性のあるスプリングを採用している。
各座席間・座席端部に設置している縦握り棒（スタンションポール）は通路側にカーブした形状として、立客が使いやすい形状とした。優先席は各車端部に設置されており、荷棚の高さを約50mm低くしているほか、縦握り棒は黄色着色品とし、さらに握り棒を1本追加している。側窓ガラスはUVカット・熱線吸収ガラスに新たに赤外線（IR）カット機能を追加したガラスを採用している。客用ドアはステンレス無塗装仕上げで、ドアガラスは複層構造となっている。客室照明はLED照明を本格採用しており、消費電力を約30％削減している。
ドア上部には17インチ液晶モニタによる案内用車内案内表示器（1画面）を設置しており、後に準備工事であった広告用画面の増設を行った。広告画面では天気予報やニュースを流すようになった。バリアフリーへの配慮として、各出入口部の床敷物は黄色柄としたほか、客用ドアの戸先部には黄色のマーキングを実施している。また、ドア開閉時に赤く点滅する「ドア開閉表示灯」を設置した。冷房装置は58.14 kW（50,000kcal/h）出力品に増強されている。
乗務員室内の配置は、乗務員の取り扱いも考慮して、1次車のものと基本的に同一としている。ただし、運転台は表示灯類や計器類を廃して、これらを3枚の液晶画面に集約表示するグラスコックピット構造が採用されている。
制御装置はIGBT式VVVFインバータ装置に変更はないが、3レベル方式から2レベル方式として、機器の信頼性向上が図られている（主電動機は95kW出力で、変更なし）。補助電源装置は冷房装置の能力向上に伴い、電源容量を260kVAに向上させている。このほか、情報制御装置（TIMS）は伝送速度を2.5Mbpsから10Mbpsへと大幅に向上させている。台車は1・2次車と同等のものとなっている。

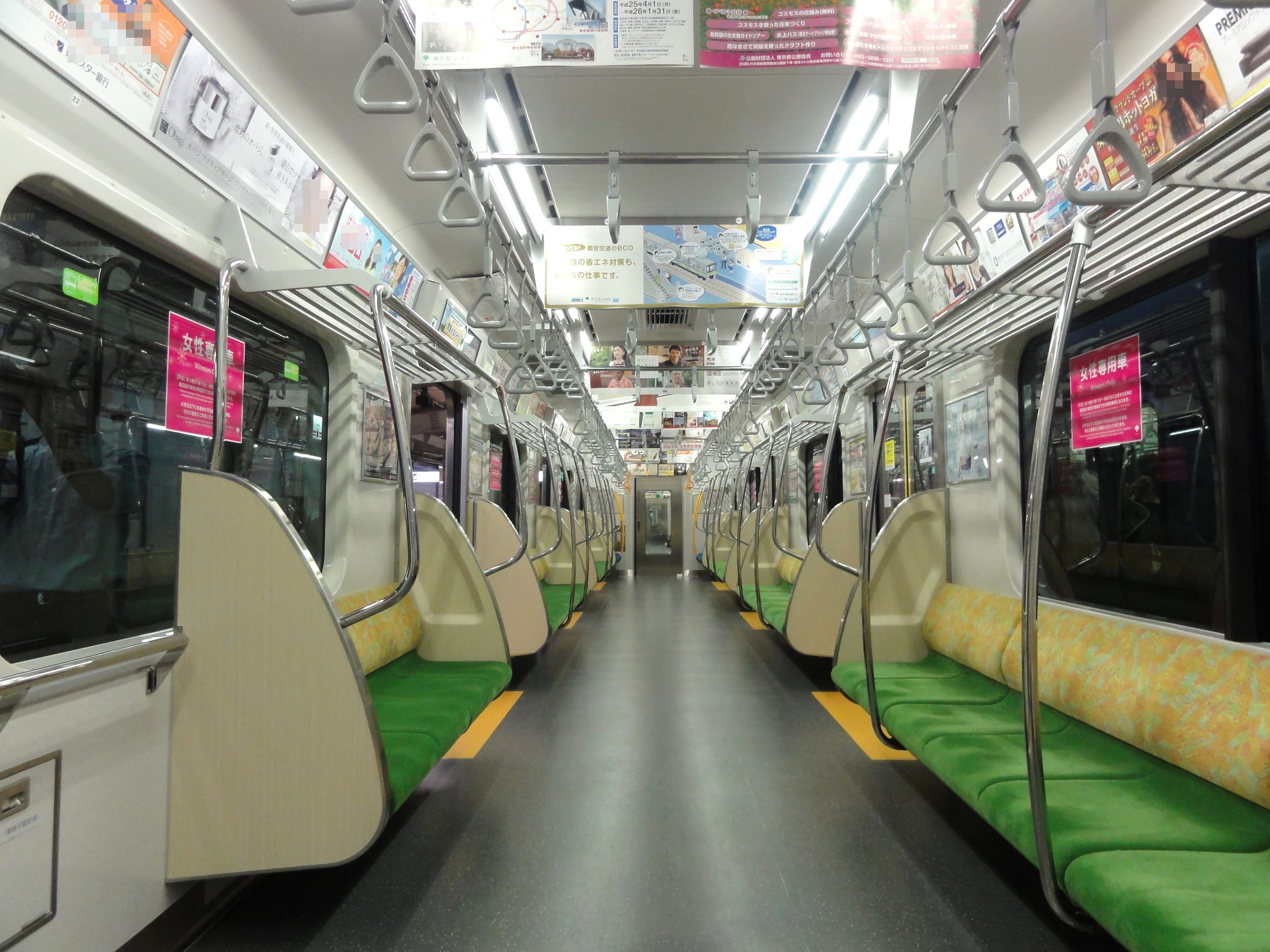
車内
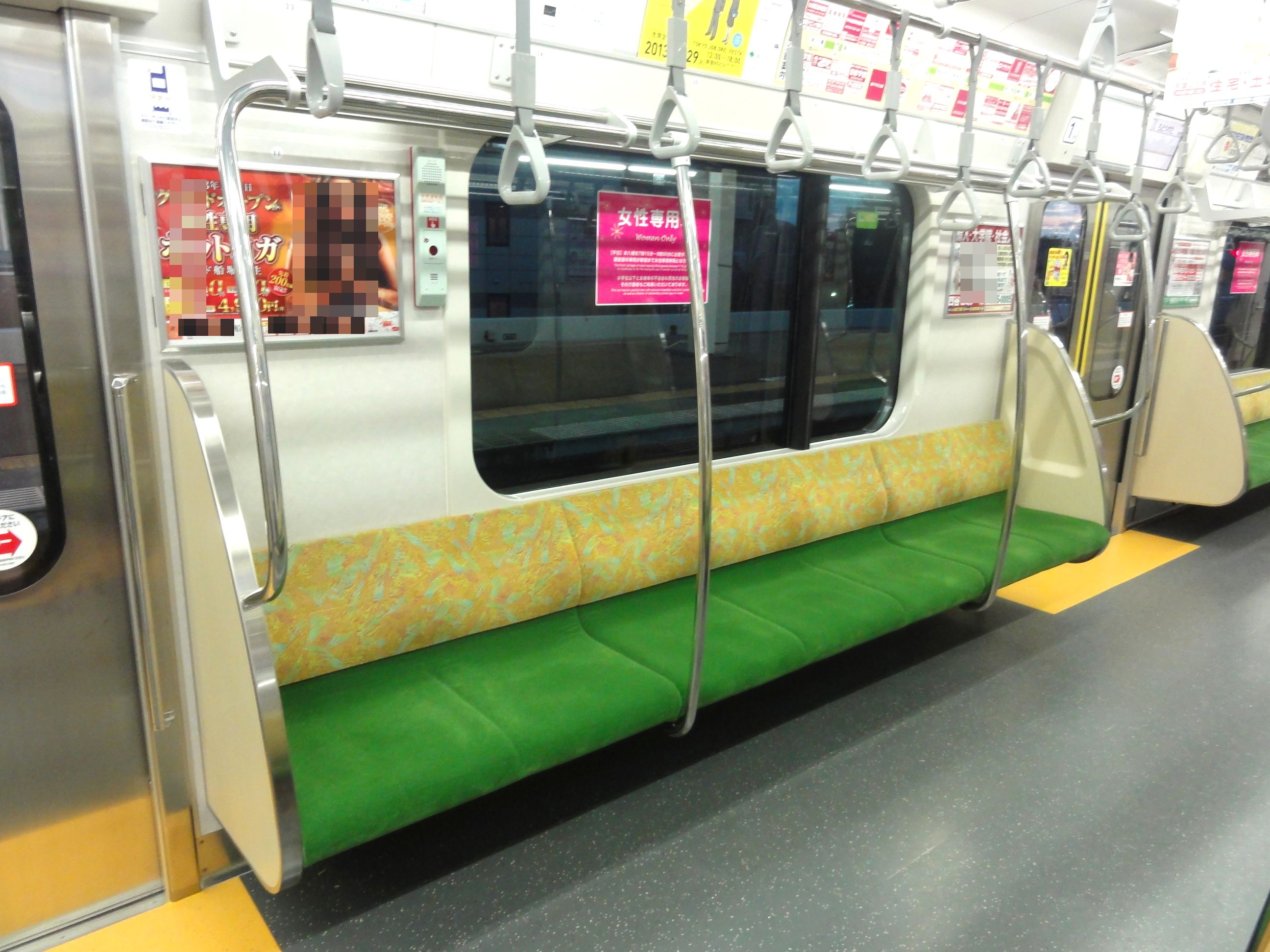
座席
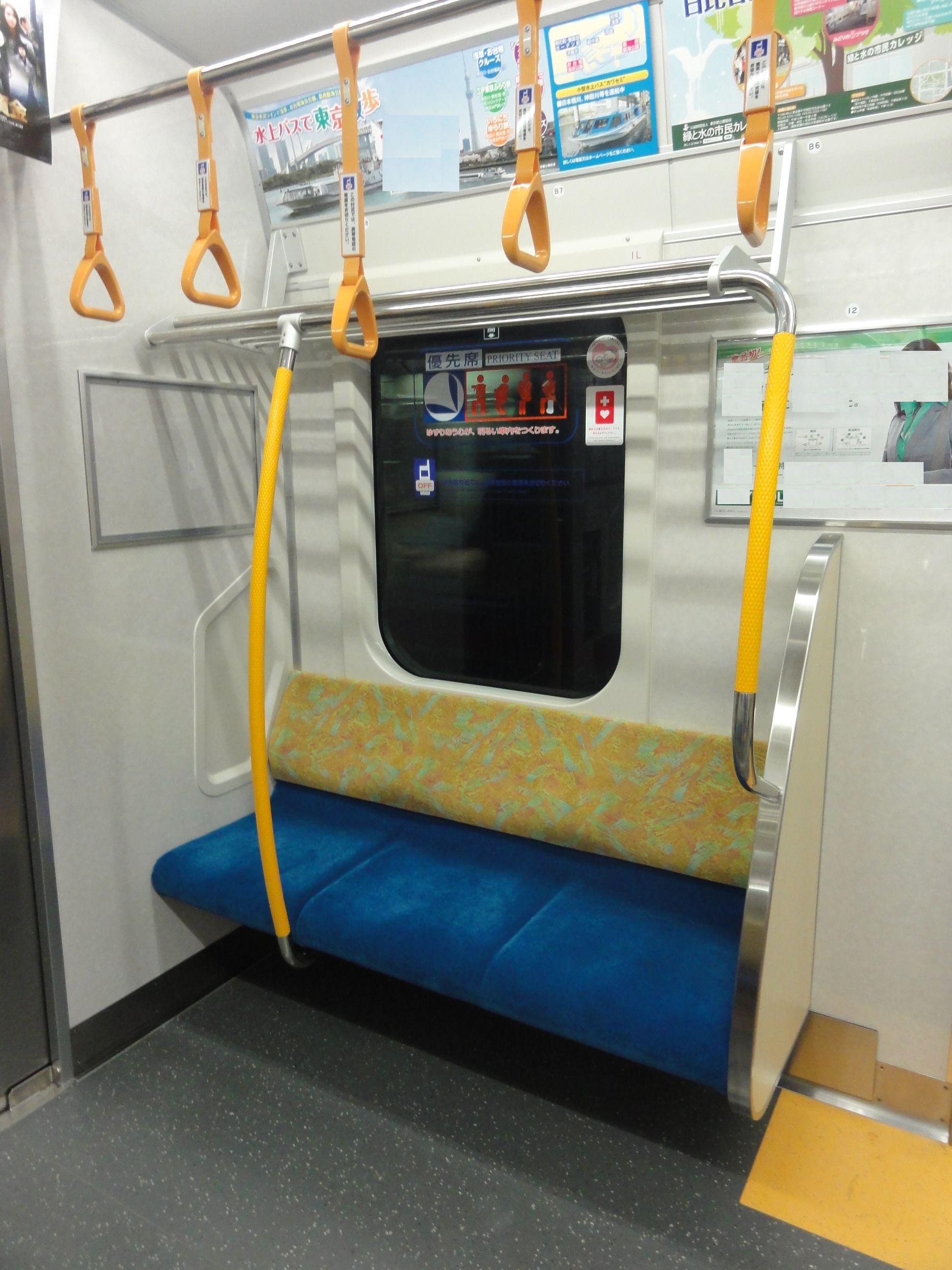
優先席
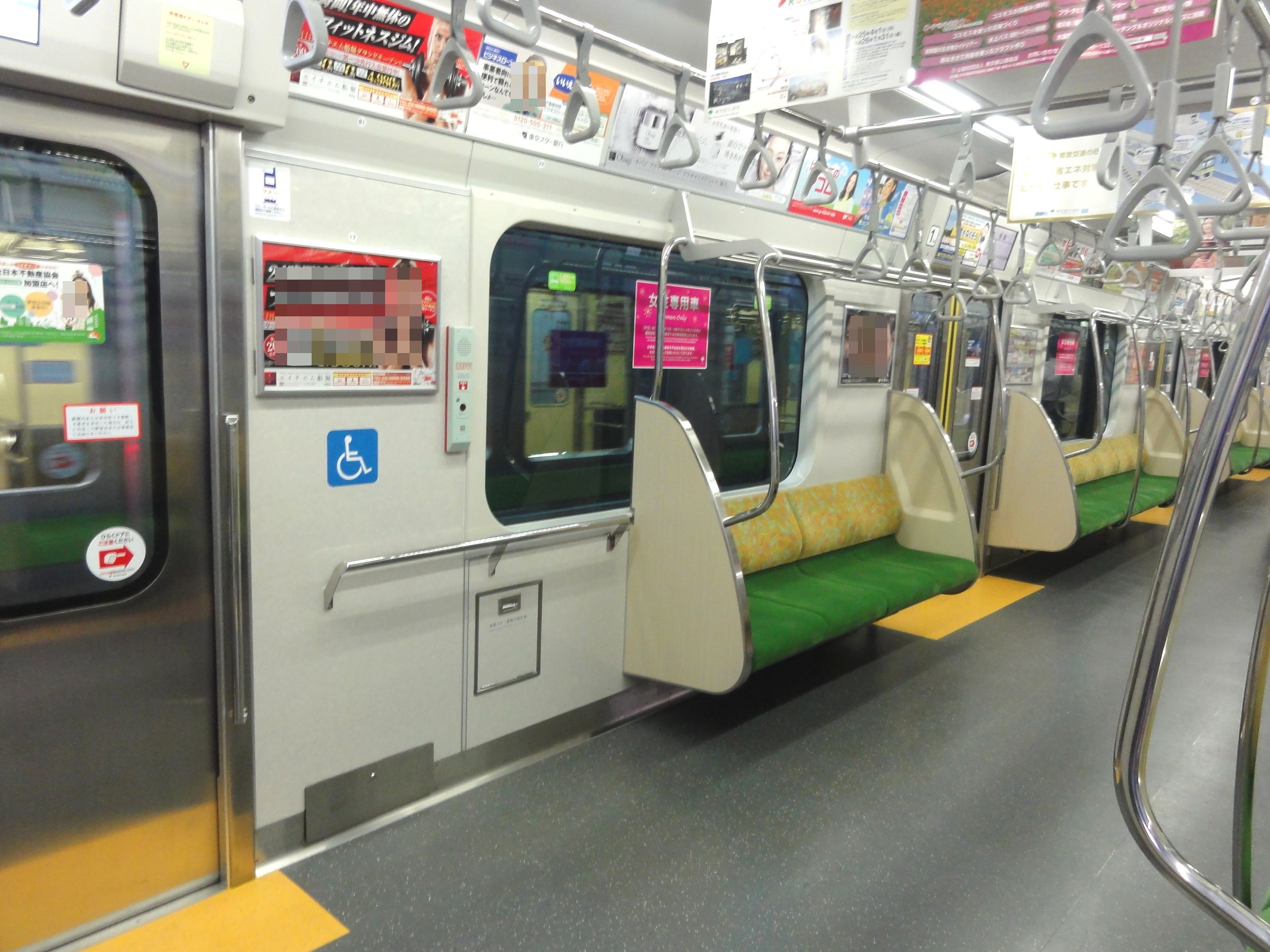
車椅子スペース
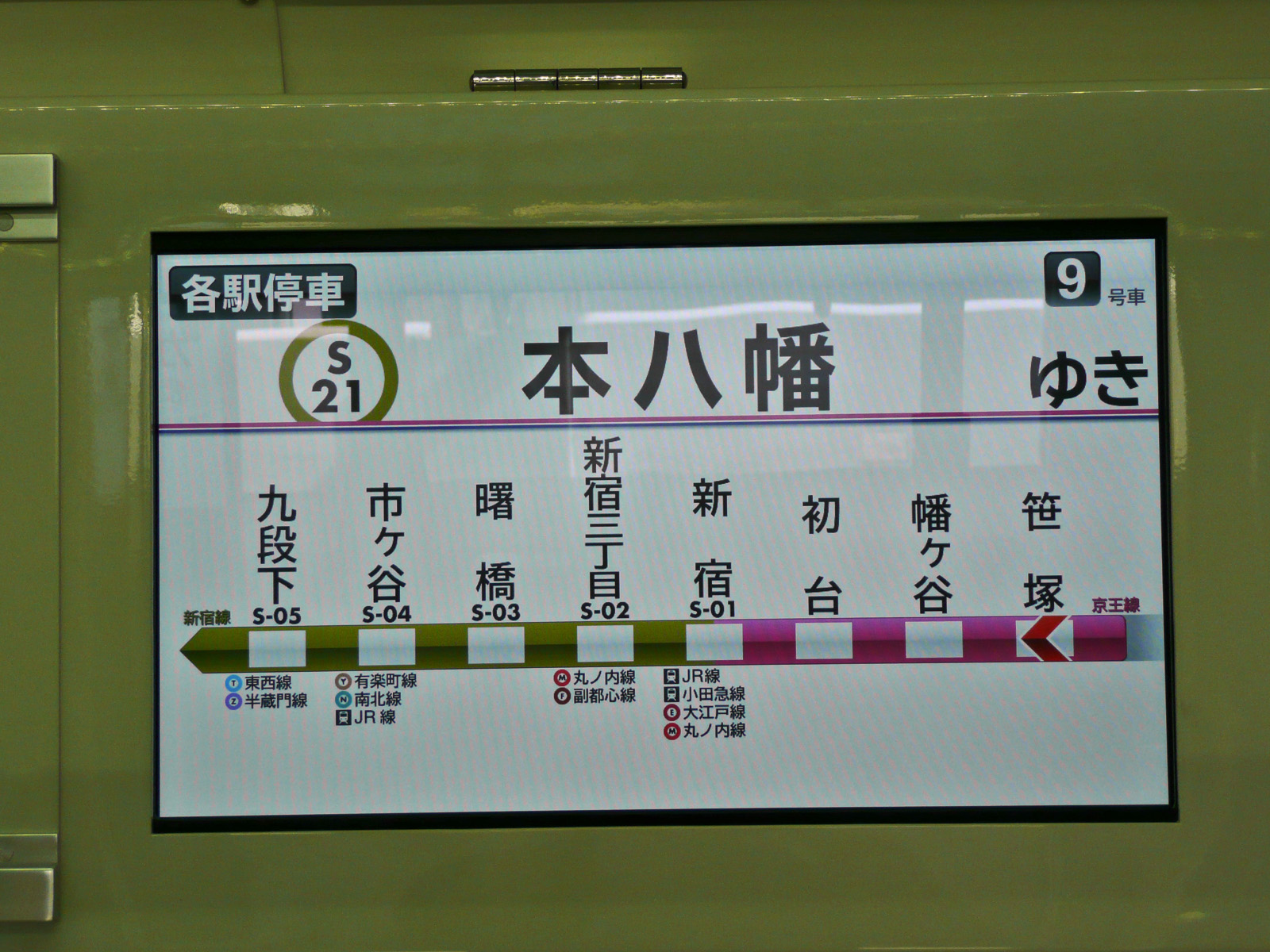
ドア上に搭載されたLCD式車内案内表示器。
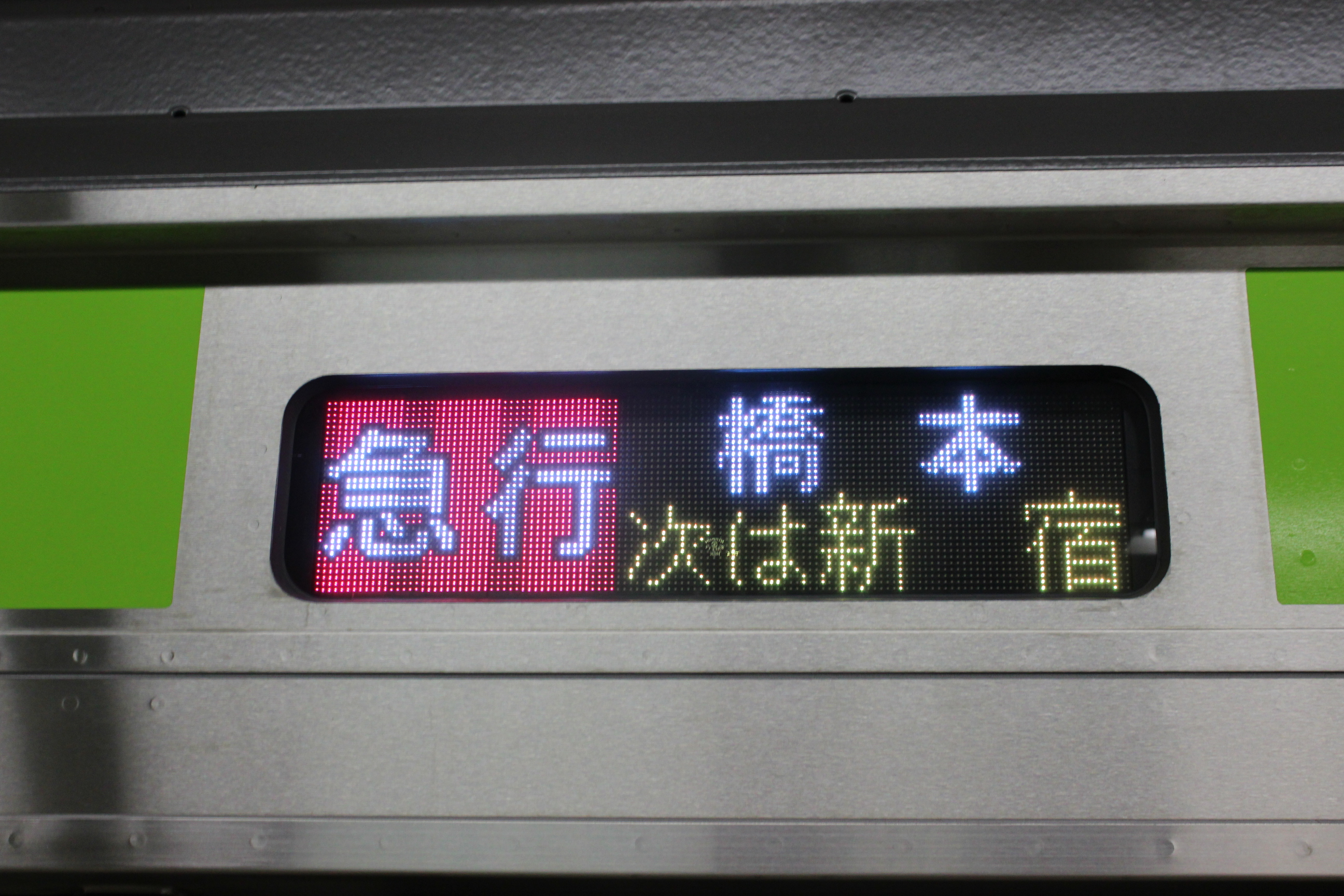
10-490Fからは、行き先表示装置は前面・側面ともフルカラーLED式となった。

### 4次車

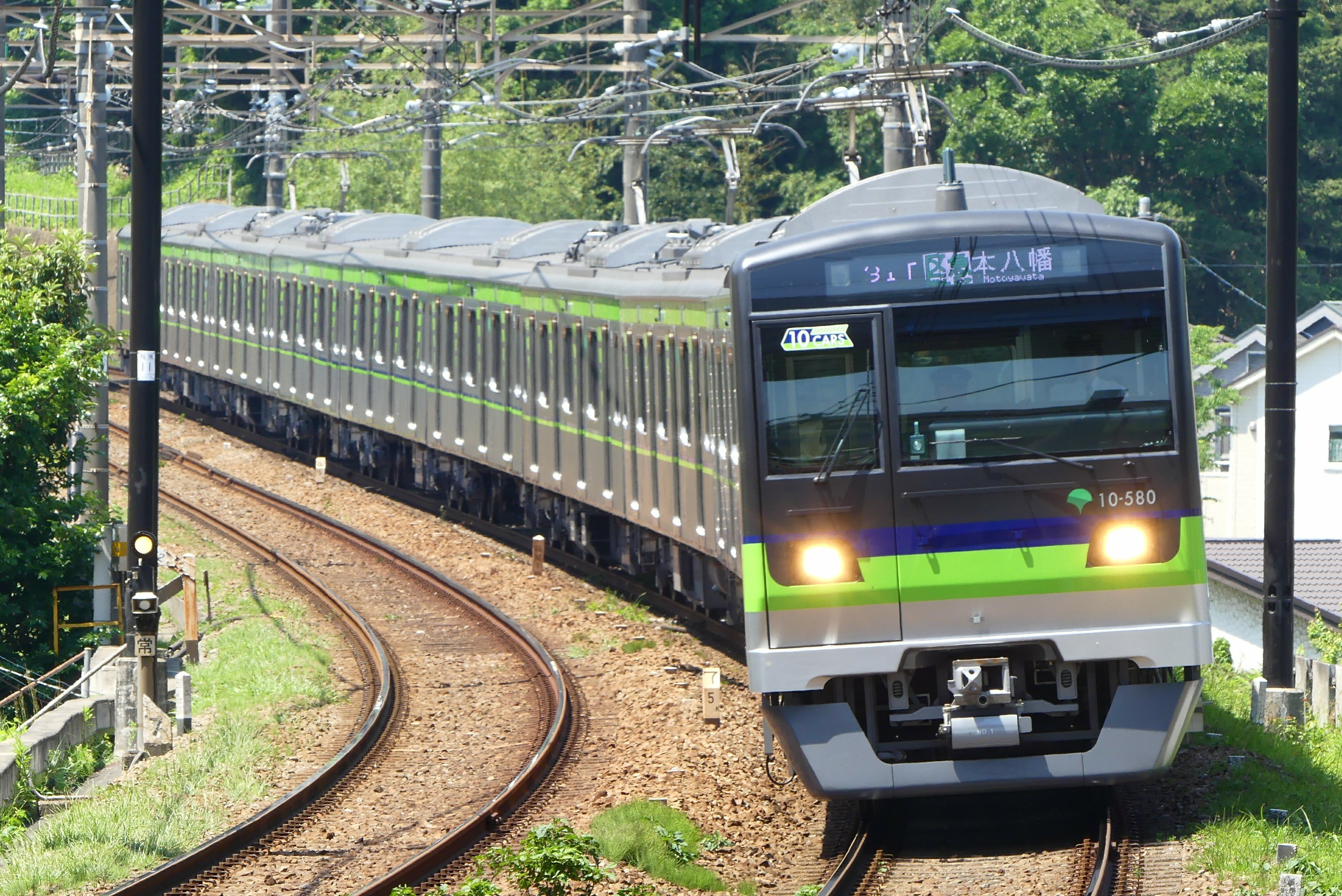
2017年度に増備された第58編成（10-580F）
（2017年5月20日 稲城駅）

第52編成（10-520F）から第60編成（10-600F）に当たる車両で、初めに2015年度に3編成が導入され、2015年（平成27年）5月19日から営業運転を開始した。
3次車からの変更点として、運転士側前面ガラス下部にある東京都マークを白色から緑色に、また行先表示器横にある「10CARS」表記を貫通扉上部に変更した。車体側面では黄緑色の細帯を追加し、合わせて客用ドア部、乗務員室扉部にも紺色を含む帯を貼り付けした。走行機器などは3次車と同等であるが、空気圧縮機（CP）はスクリュー式から、オイルフリーレシプロ式に変更した。
車内の全てのドア上部に、3次車から採用されている案内用画面に加えて、新たに広告用画面（愛称・地下っ都ビジョン）が設置されて2画面構成となり、広告画面では一般の企業広告や、東京都からの啓発ムービーが放映されている。
また、2016年度には3編成が導入され、2016年5月9日から営業運転を開始した。2016年度増備編成には車内に防犯カメラの設置に向けての工事が行われた。2017年度にも3編成が導入された。

### 5次車

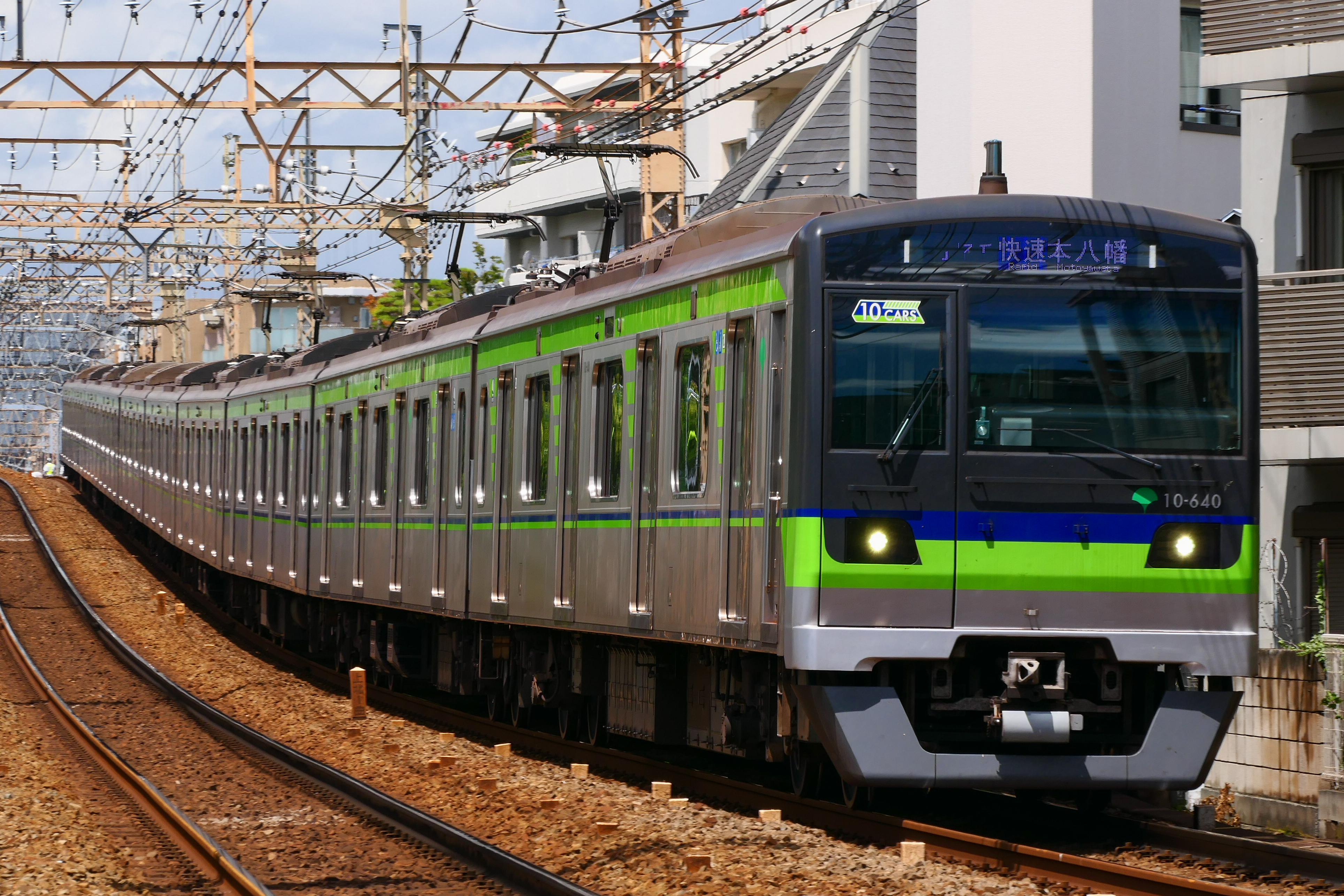
第64編成（10-640F）
（2023年8月10日 八幡山駅－上北沢駅）

第61編成（10-610F）から第64編成（10-640F）に当たる車両で、車両メーカーとの契約の都合上、4次車の2016〜17年度増備車と並行しており、16年度と17年度でそれぞれ2編成ずつ導入されている。この5次車ではサービス向上やイメージチェンジを狙い、座席前の握り棒をステンレスパイプから青く彩色したディンプル加工を施したものに変更された。また、座席の背もたれも従来の紅葉をイメージした黄色の柄から鮮やかな緑の柄へと変更された。また、前照灯がLEDに変更されている。
車両価格は2017年度車（第58 - 60・63・64編成）の5編成で「59億3,500万円」（消費税抜・1編成あたり 12億円弱）である。

### 6次車

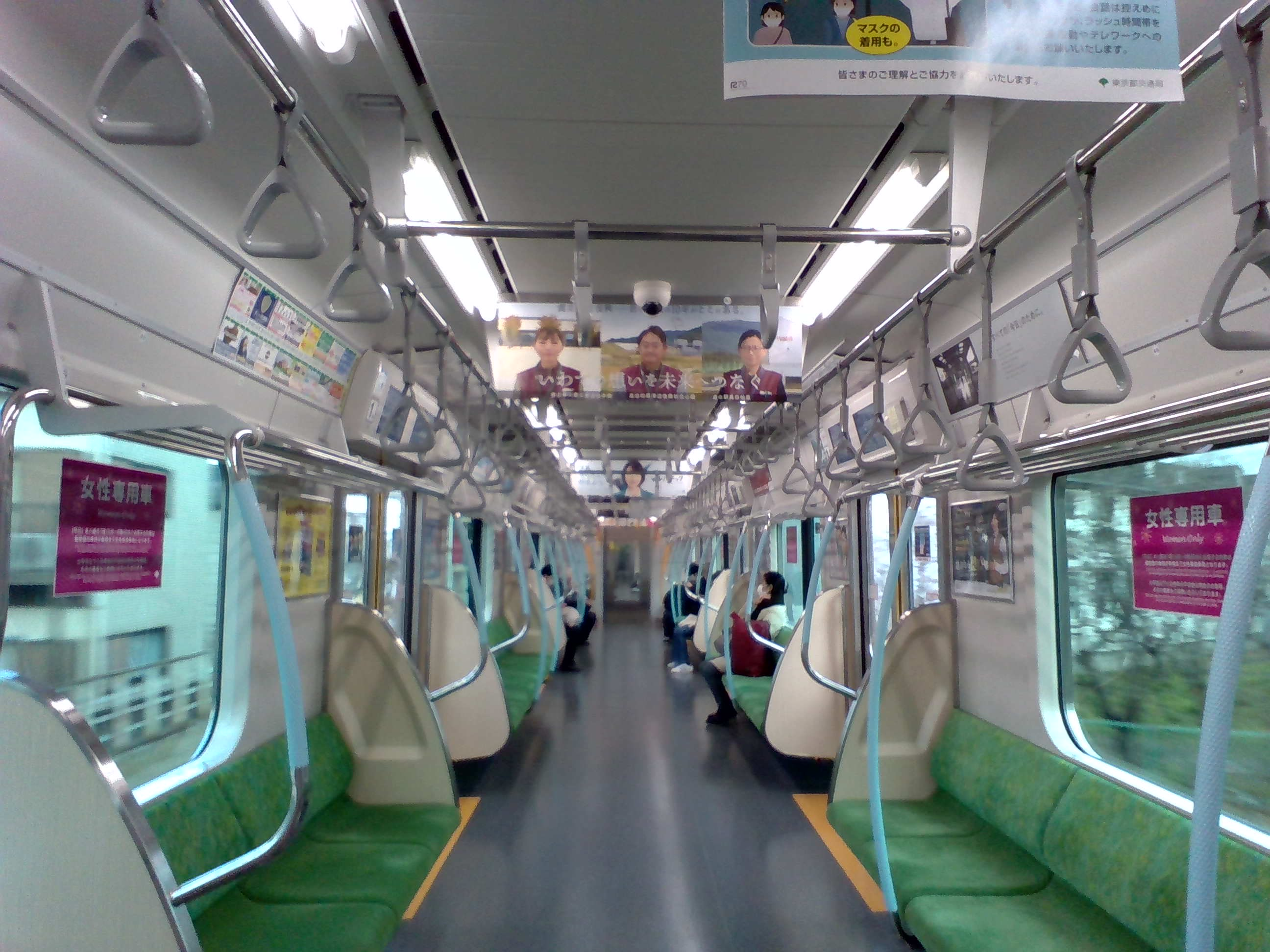
10-650F（6次車）の車内。車両中部天井に防犯カメラが設置されている。

第65編成（10-650F）以降に当たる車両で、新宿線の全編成10両化に伴い、2021年度より導入され、2021年11月28日から営業運転を開始した。基本的に5次車と仕様は同じだが、ドアエンジンが従来のスクリュー式からラック式に変更され、開扉時の盲導鈴鳴動機能が設置された。また、全車両にフリースペースが設置されているほか、防犯カメラが車両中部に新たに設置されている。

## 編成表
2023年4月1日現在
10-300形（8両編成） 編成表
|          | ← 京王相模原線橋本・新宿本八幡 →                        |                                                         |                                                         |                                                         |                                                         |                                                         |                                                         |                                                         |
| 形式     | 10-300形 (9) (Tc2)                                      | 10-300形 (8) (M2)                                       | 10-300形 (7) (M1)                                       | 10-300形 (6) (T)                                        | 10-300形 (5) (M1)                                       | 10-300形 (2) (M2)                                       | 10-300形 (1) (M1)                                       | 10-300形 (0) (Tc1)                                      |
| 搭載機器 | BT                                                      | SIV,CP                                                  | VVVF                                                    |                                                         | VVVF                                                    | SIV,CP                                                  | VVVF                                                    | BT                                                      |
| 車両重量 | 27.2t                                                   | 29.3t                                                   | 30.2t                                                   | 23.8t                                                   | 28.8t                                                   | 29.4t                                                   | 30.1t                                                   | 27.1t                                                   |
| 車両番号 | 10-379 10-389 10-399 10-409 10-419 10-429 10-439 10-449 | 10-378 10-388 10-398 10-408 10-418 10-428 10-438 10-448 | 10-377 10-387 10-397 10-407 10-417 10-427 10-437 10-447 | 10-376 10-386 10-396 10-406 10-416 10-426 10-436 10-446 | 10-375 10-385 10-395 10-405 10-415 10-425 10-435 10-445 | 10-372 10-382 10-392 10-402 10-412 10-422 10-432 10-442 | 10-371 10-381 10-391 10-401 10-411 10-421 10-431 10-441 | 10-370 10-380 10-390 10-400 10-410 10-420 10-430 10-440 |

10-300形（10両編成） 編成表
|          | ← 京王相模原線橋本・新宿本八幡 → |                             |                             |                             |                             |                             |                             |                             |                             |                             |
| 形式     | 10-300形 (9) (Tc2)               | 10-300形 (8) (M2)           | 10-300形 (7) (M1)           | 10-300形 (6) (T)            | 10-300形 (5) (M1)           | 10-300形 (4) (M1)           | 10-300形 (3) (T)            | 10-300形 (2) (M2)           | 10-300形 (1) (M1)           | 10-300形 (0) (Tc1)          |
| 搭載機器 | BT                               | SIV,CP                      | VVVF                        |                             | VVVF                        | VVVF                        |                             | SIV,CP                      | VVVF                        | BT                          |
| 車両重量 | 27.2t                            | 29.3t                       | 30.2t                       | 23.8t                       | 29.3t                       | 28.6t                       | 23.8t                       | 29.4t                       | 30.1t                       | 27.1t                       |
| 車両番号 | 10-459 10-469 10-479 10-489      | 10-458 10-468 10-478 10-488 | 10-457 10-467 10-477 10-487 | 10-456 10-466 10-476 10-486 | 10-455 10-465 10-475 10-485 | 10-454 10-464 10-474 10-484 | 10-453 10-463 10-473 10-483 | 10-452 10-462 10-472 10-482 | 10-451 10-461 10-471 10-481 | 10-450 10-460 10-470 10-480 |

10-300形（10両編成）3 - 6次車 編成表
10-490から510まで3次車、10-520から600まで4次車、10-610から640まで5次車、10-650から720まで6次車となる。
|          | ← 京王相模原線橋本・新宿本八幡 → | | | | | | | | | |
| 形式     | 10-300形 (9) (Tc9) | 10-300形 (8) (M8) | 10-300形 (7) (M7) | 10-300形 (6) (T6) | 10-300形 (5) (T5) | 10-300形 (4) (M4) | 10-300形 (3) (M3) | 10-300形 (2) (M2) | 10-300形 (1) (M1) | 10-300形 (0) (Tc1) |
| 搭載機器 | BT | SIV,CP | VVVF | | | | VVVF | SIV,CP | VVVF | BT |
| 車両重量 | 29.4t | 31.0t | 31.3t | 25.2t | 25.2t | 28.0t | 31.3t | 31.0t | 31.3t | 29.4t |
| 車両番号 | 10-499 10-509 10-519 10-529 10-539 10-549 10-559 10-569 10-579 10-589 10-599 10-609 10-619 10-629 10-639 10-649 10-659 10-669 10-679 10-689 10-699 10-709 10-719 10-729 | 10-498 10-508 10-518 10-528 10-538 10-548 10-558 10-568 10-578 10-588 10-598 10-608 10-618 10-628 10-638 10-648 10-658 10-668 10-678 10-688 10-698 10-708 10-718 10-728 | 10-497 10-507 10-517 10-527 10-537 10-547 10-557 10-567 10-577 10-587 10-597 10-607 10-617 10-627 10-637 10-647 10-657 10-667 10-677 10-687 10-697 10-707 10-717 10-727 | 10-496 10-506 10-516 10-526 10-536 10-546 10-556 10-566 10-576 10-586 10-596 10-606 10-616 10-626 10-636 10-646 10-656 10-666 10-676 10-686 10-696 10-706 10-716 10-726 | 10-495 10-505 10-515 10-525 10-535 10-545 10-555 10-565 10-575 10-585 10-595 10-605 10-615 10-625 10-635 10-645 10-655 10-665 10-675 10-685 10-695 10-705 10-715 10-725 | 10-494 10-504 10-514 10-524 10-534 10-544 10-554 10-564 10-574 10-584 10-594 10-604 10-614 10-624 10-634 10-644 10-654 10-664 10-674 10-684 10-694 10-704 10-714 10-724 | 10-493 10-503 10-513 10-523 10-533 10-543 10-553 10-563 10-573 10-583 10-593 10-603 10-613 10-623 10-633 10-643 10-653 10-663 10-673 10-683 10-693 10-703 10-713 10-723 | 10-492 10-502 10-512 10-522 10-532 10-542 10-552 10-562 10-572 10-582 10-592 10-602 10-612 10-622 10-632 10-642 10-652 10-662 10-672 10-682 10-692 10-702 10-712 10-722 | 10-491 10-501 10-511 10-521 10-531 10-541 10-551 10-561 10-571 10-581 10-591 10-601 10-611 10-621 10-631 10-641 10-651 10-661 10-671 10-681 10-691 10-701 10-711 10-721 | 10-490 10-500 10-510 10-520 10-530 10-540 10-550 10-560 10-570 10-580 10-590 10-600 10-610 10-620 10-630 10-640 10-650 10-660 10-670 10-680 10-690 10-700 10-710 10-720 |

10-300R形 編成表
|          | ← 京王相模原線橋本・新宿本八幡 →          |                                           |                                           |                                           |                                           |                                           |                                           |                                           |
| 形式     | 10-300R形 (9) (Tc2)                       | 10-000形 (8) (M2)                         | 10-000形 (7) (M1)                         | 10-000形 (6) (M2)                         | 10-000形 (5) (M1)                         | 10-000形 (2) (M2)                         | 10-000形 (1) (M1)                         | 10-300R形 (0) (Tc1)                       |
| 搭載機器 |                                           | CP                                        | CHOP                                      | SIV,CP,BT                                 | CHOP                                      | SIV,CP,BT                                 | CHOP                                      |                                           |
| 車両番号 | 10-319 10-329 10-339 10-349 10-359 10-369 | 10-318 10-328 10-338 10-348 10-358 10-368 | 10-317 10-327 10-337 10-347 10-357 10-367 | 10-316 10-326 10-336 10-346 10-356 10-366 | 10-315 10-325 10-335 10-345 10-355 10-365 | 10-312 10-322 10-332 10-342 10-352 10-362 | 10-311 10-321 10-331 10-341 10-351 10-361 | 10-310 10-320 10-330 10-340 10-350 10-360 |

- 2015年度廃車：10-340編成、10-350編成
- 2016年度廃車：10-360編成、10-310編成、10-320編成、10-330編成
- 2021年度廃車：10-370編成、10-390編成
- 2022年度廃車：10-380編成、10-400編成、10-410編成、10-420編成、10-430編成、10-440編成

| 凡例 - VVVF：VVVF制御装置 - CHOP：チョッパ制御装置 - SIV：補助電源装置（静止形インバータ）210kVA（3次車は260kVA） - CP：空気圧縮機 - BT：蓄電池 | 備考 - パンタグラフは1・2次車は末尾7（M1）・5（M1）・1（M1）の車両に搭載、3次車以降は末尾7（M7）・3（M3）・1（M1）の車両に搭載される。 - 全車両が大島車両検修場に配属される。 |

## 運用
2005年に登場して以来、10-300形・10-300R形は10-000形とともに本八幡 - 新線新宿 - 笹塚 - 桜上水 - つつじヶ丘間の各駅停車や橋本・京王多摩センター発着の急行・快速・通勤快速に使用されてきたが、2006年9月1日の都営新宿線・京王電鉄ダイヤ改正で相模原線・京王線直通の急行・快速の大半が10両編成での運用に置き換えられたことにより、当時8両編成のみの都営車による運用は本八幡 - 笹塚（一部桜上水・つつじヶ丘）間と精算運転のために京王相模原線内の各駅停車とその出入庫回送を兼ねた早朝・夜間の相模原線直通運用が中心になった。このため、同線では直通急行の大半を京王車が占めるようになったのとは反対に、線内各停の多くを都営車が占めるといういわば逆転現象が生じた。調布で折り返す際は京王線の車両と同様に新宿方面の3番線で乗客を降車させた後に一旦布田寄りの本線上に列車を回送してから1番線へと転線していた。その後、2010年3月19日に行われたダイヤ修正により京王相模原線で日中に運転される列車が10両化されたため本形式での線内運用は減少した一方で、京王競馬場線で本形式を含む都営車8両が土休日に運用されるようになり、精算運転は京王競馬場線で行われるようになった。土休日には急行高尾山口行に入る都営車の運用もあった。
2010年6月1日からは一部編成が10両編成となったため、京王線・京王相模原線直通の急行など10両編成の運用にも使用されていた。
2013年2月22日のダイヤ改定以降は、平日の夕方に本八幡 - 新宿間各停、新線新宿 - 調布間急行、調布 - 高尾山口間各停という列車が4本設定された。このうち、新線新宿 - 調布間では急行調布行となり、高尾山口到着後、快速つつじヶ丘行として折り返し、つつじヶ丘到着後は調布発各停高尾山口行となり、その後、2本は各停本八幡行、1本は各停瑞江行となり、都営線内へ戻るという運用であった。残りの1本は高幡不動発各停桜上水行となり、同駅で夜間滞泊を行っていた。すべて都営車による運用で、本形式を含む8両編成と、本形式の10両編成ともに運用があった。
2018年2月22日のダイヤ改正より京王八王子駅に乗り入れる運用が設定されたが、2019年2月22日のダイヤ改正で一度撤退した。その後、2024年3月16日のダイヤ改正で復活している。

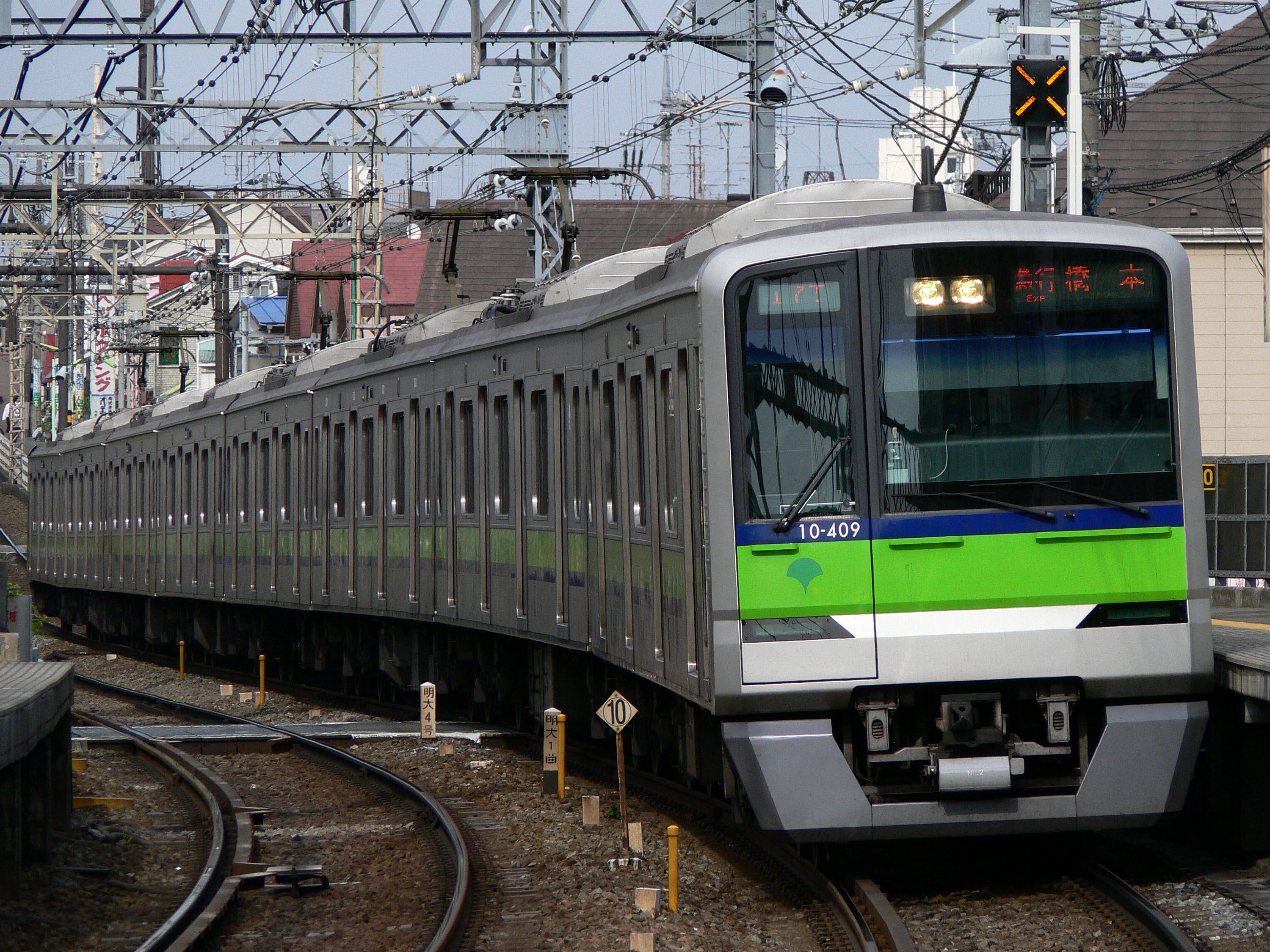
京王線内に乗り入れる10-300形 （2006年5月6日 下高井戸駅）
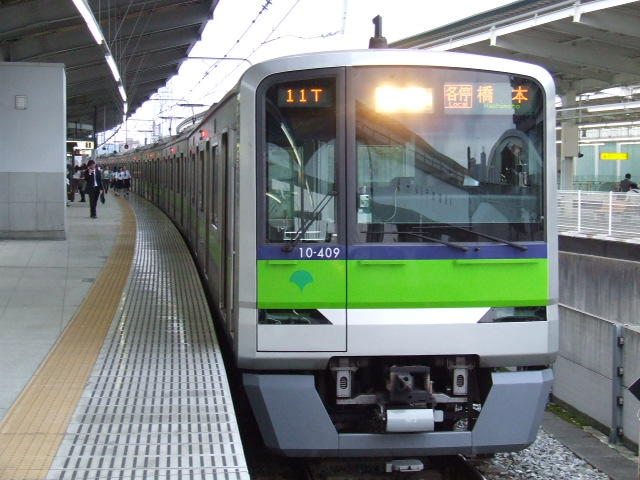
京王相模原線内の各停運用に就く10-300形 （2007年6月8日 京王多摩センター駅）
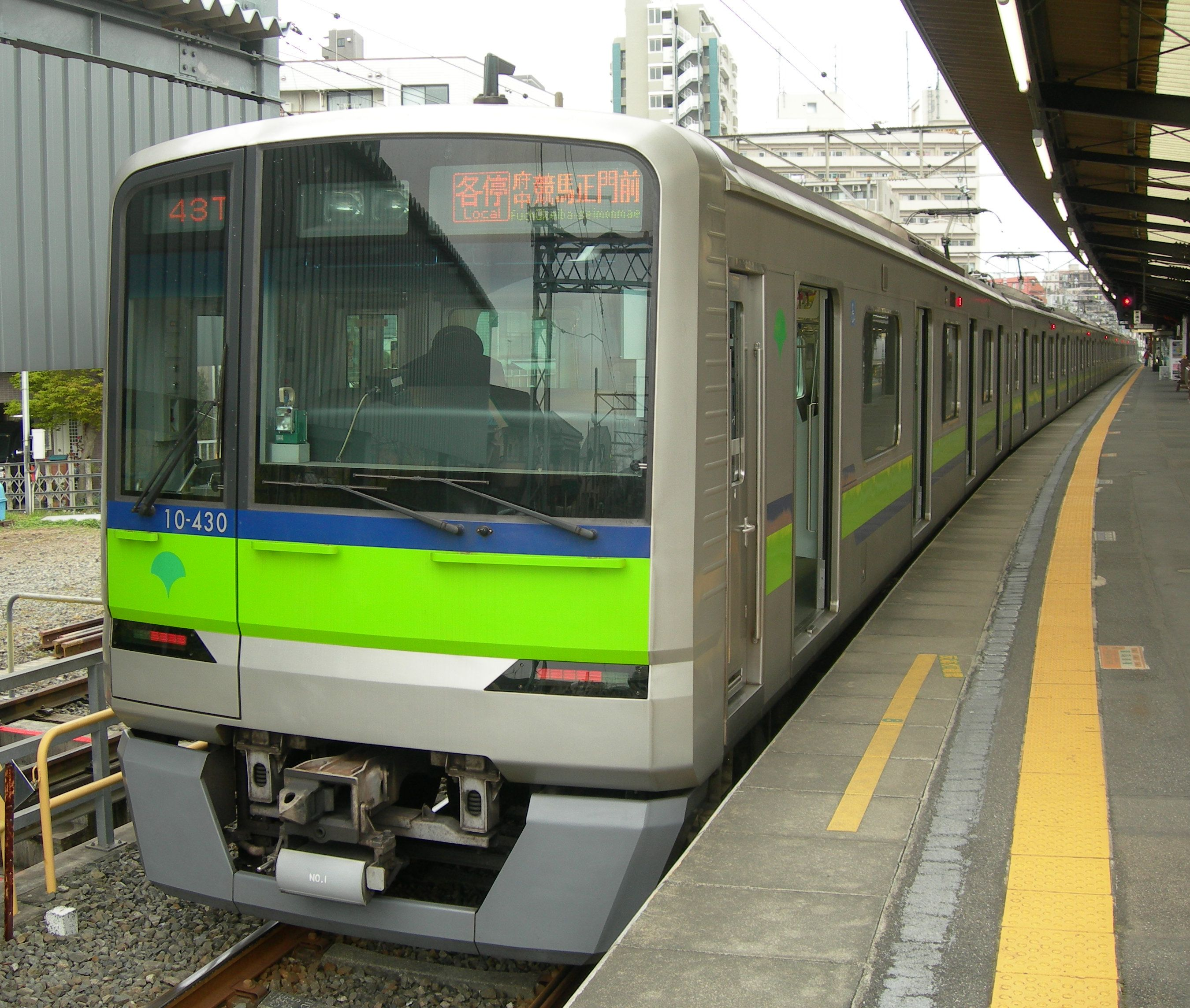
京王競馬場線内の各停運用に就く10-300形 （2010年4月4日 東府中駅）
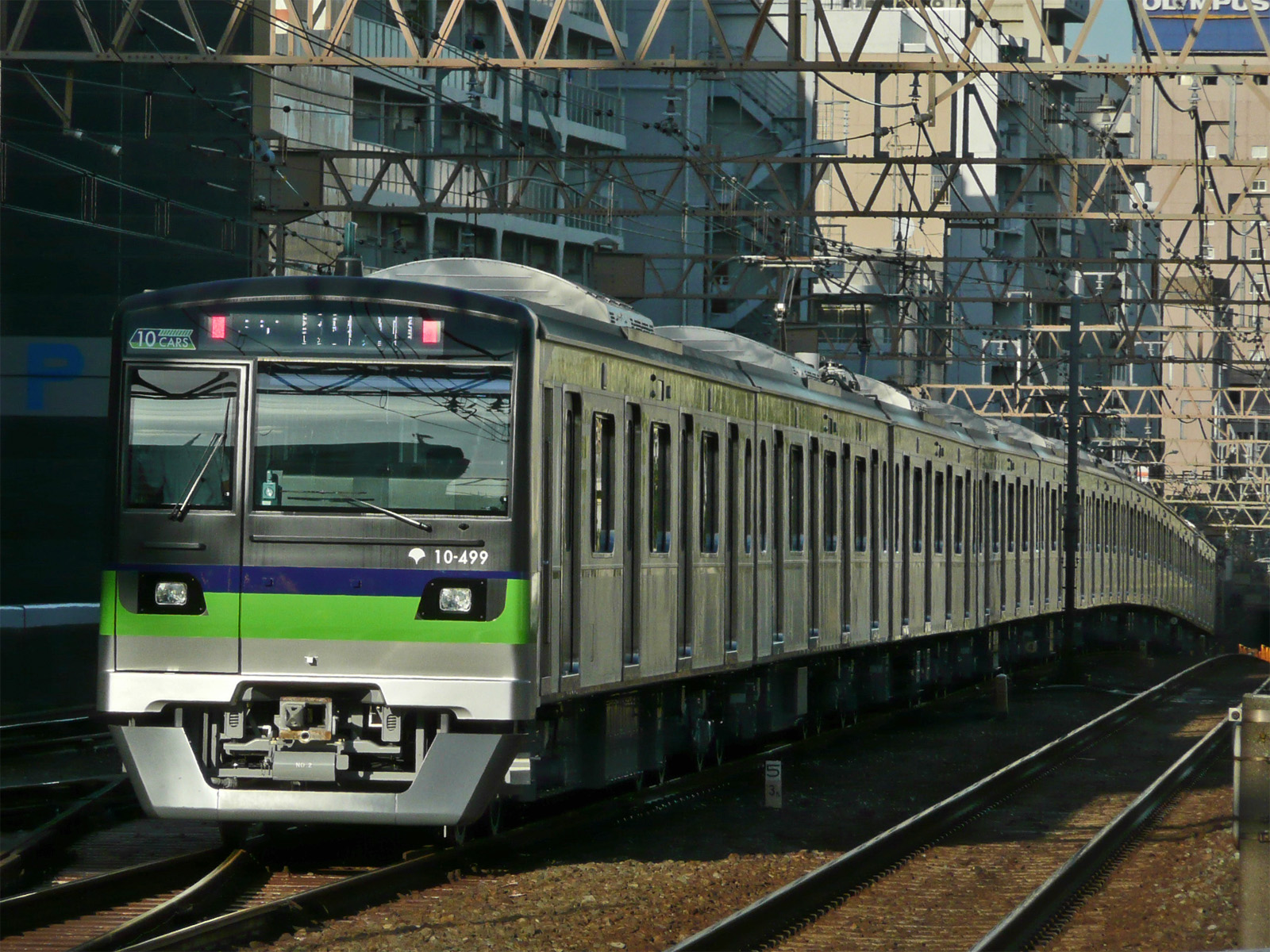
京王新線を経由して本八幡まで直通する10-300形 （2013年9月17日 笹塚駅）

## 代替
4次車の運用開始に伴い、2015年（平成27年）より10-300R形の置き換えが開始された。同年5月26日に10-340編成が、同年6月23日に10-350編成が、それぞれ若葉台検車区へ廃車回送されている。これにより、当該編成の先頭車は製造から僅か10年ほどで廃車されることとなる。
2016年（平成28年）5月14日に10-360編成が、同年7月8日に10-310編成が、同年10月3日に10-320編成が同様に若葉台検車区へ廃車回送された。
10-300R形最後の編成となった10-330編成は、引退が近づいた2017年（平成29年）2月3日より前面および側面に引退記念ステッカーを貼り付けして運行した。同編成は2月14日をもって営業運転を終了し、3日後の2月17日に大島車両検修場から若葉台工場まで回送された。

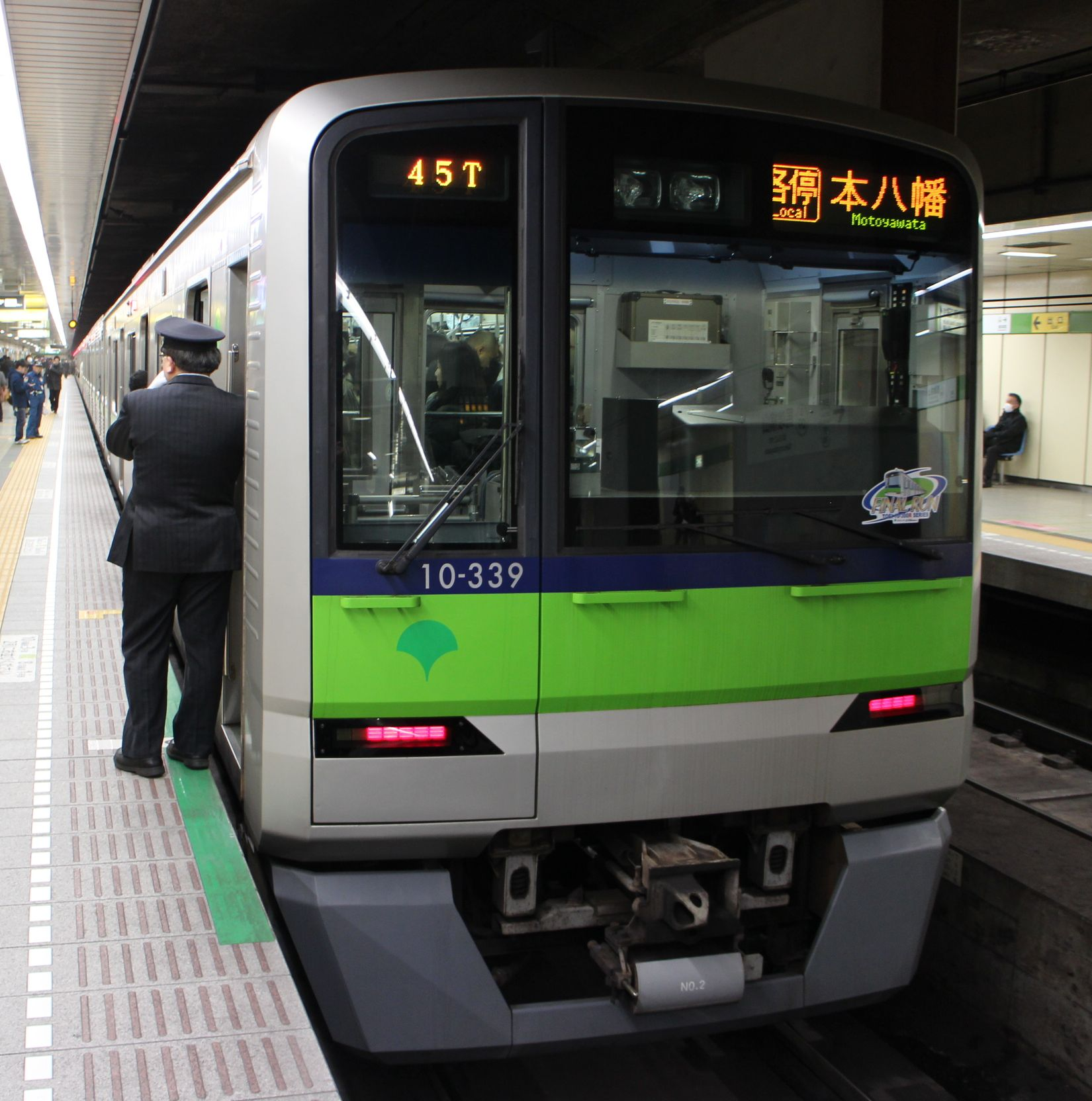
10-300R形の最終営業列車 （2017年2月14日 馬喰横山駅）
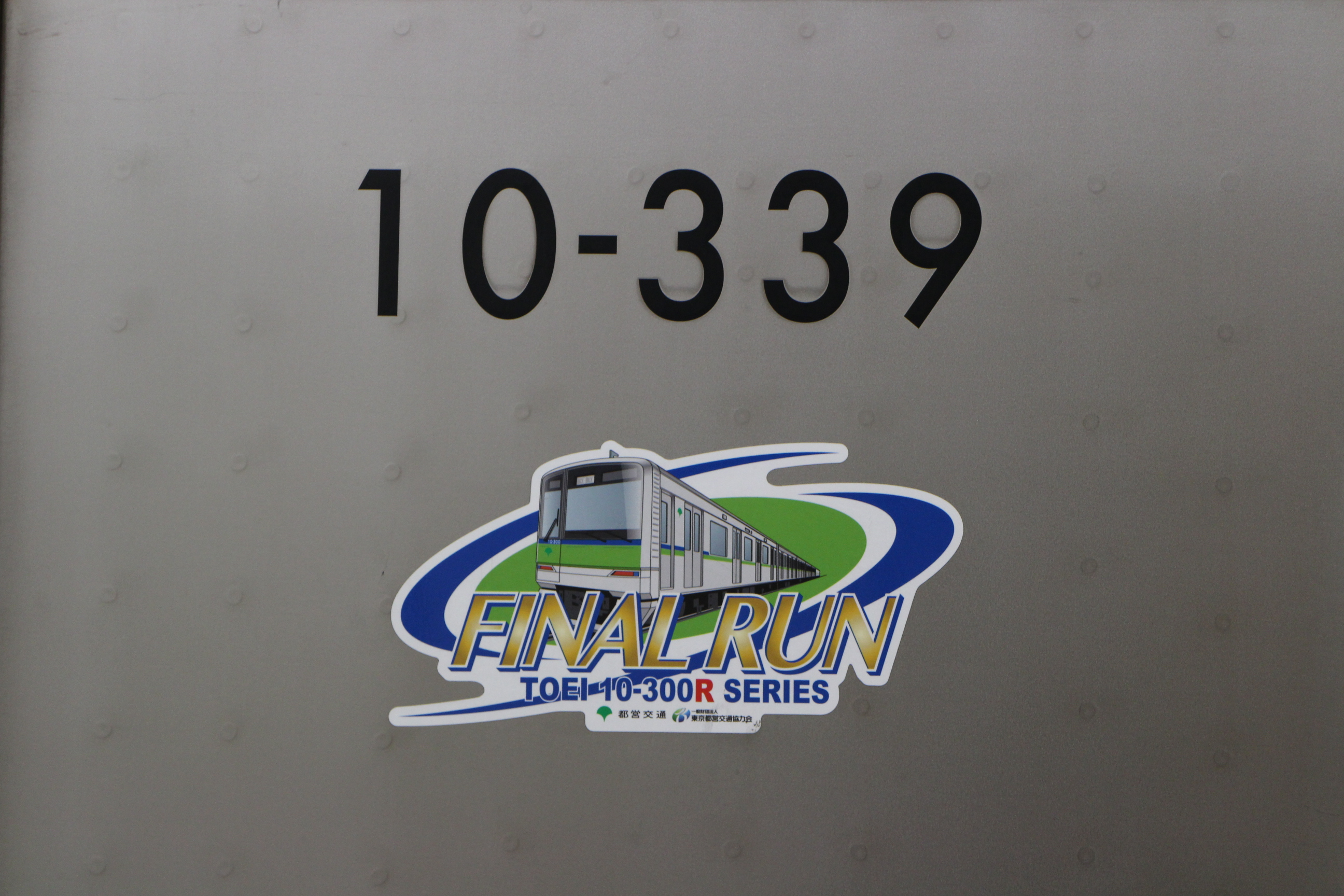
10-300R形引退記念ステッカー （2017年2月14日 馬喰横山駅）

また8両編成のまま残存した1次車64両に関しても2021年から進められる新宿線全編成の10両編成化に際して、6次車の10両編成を増備して代替されることになり、2022年8月10日を以って8両編成は定期運行を終了した。